# Dzielnice i osiedla Szczecina

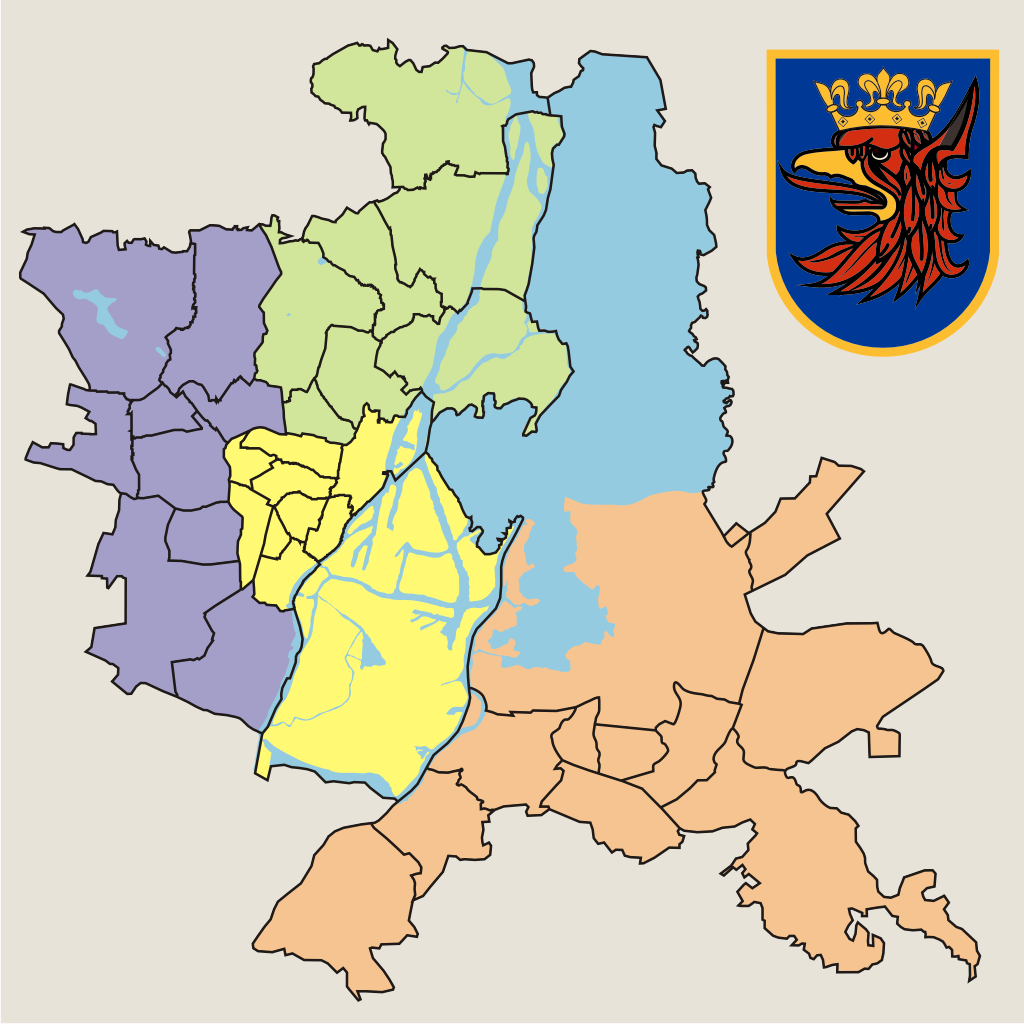
Podział administracyjny Szczecina

Od 1990 roku funkcjonuje podział administracyjny Szczecina na 4 dzielnice i osiedla administracyjne, których obecnie jest 37. Granice osiedli administracyjnych obejmują często kilka osiedli mieszkaniowych, dzielnic mieszkaniowych i części miast, które posiadały bądź posiadają własną nazwę i zostały ujęte w podziale geodezyjnym, statystycznym, administracyjnym, planistycznym, historycznym itp. Poniżej zostały przedstawione właśnie takie części Szczecina.

## Dzielnice i osiedla według prof. Tadeusza Białeckiego
W pracy: Szczecin stary i nowy prof. Tadeusza Białeckiego wymienione zostały następujące osiedla i dzielnice Szczecina (nazwy niektórych zostały już zapomniane):

### Babin
(niem. Cavelwisch) – osiedle położone w rejonie ulic: Stołczyńska i Cegłówki w południowej części Skolwina. Potocznie nazywane Kolonia Cegłówki. Do lat 30. nazwę Cavelwisch nosiła pobliska stacja kolejowa, obecnie Szczecin Skolwin.

### Bałdynko
(niem. Bollinken) – dawna wieś położona w rejonie ulic Wiszesława i Świętojańskiej (okolice zajezdni tramwajowej Golęcin), w 1921 r. zostało włączone do Golęcina.

### Barnucin
(niem. Augusthof) – osiedle położone w obrębie ulic: Walecznych, Cedrowa, Poczdamska, Hubalczyków i Poległych. Od zachodu sąsiaduje z Parkiem Leśnym Zdroje, a od północy ze stacją kolejową Szczecin Zdroje. Na obszarze Barnucina znajduje się cmentarz Zdroje, dom dziecka "Zielony Dwór" (tę część nazywano Śmiłów) i hipermarket Selgros. Obecnie część Zdrojów.

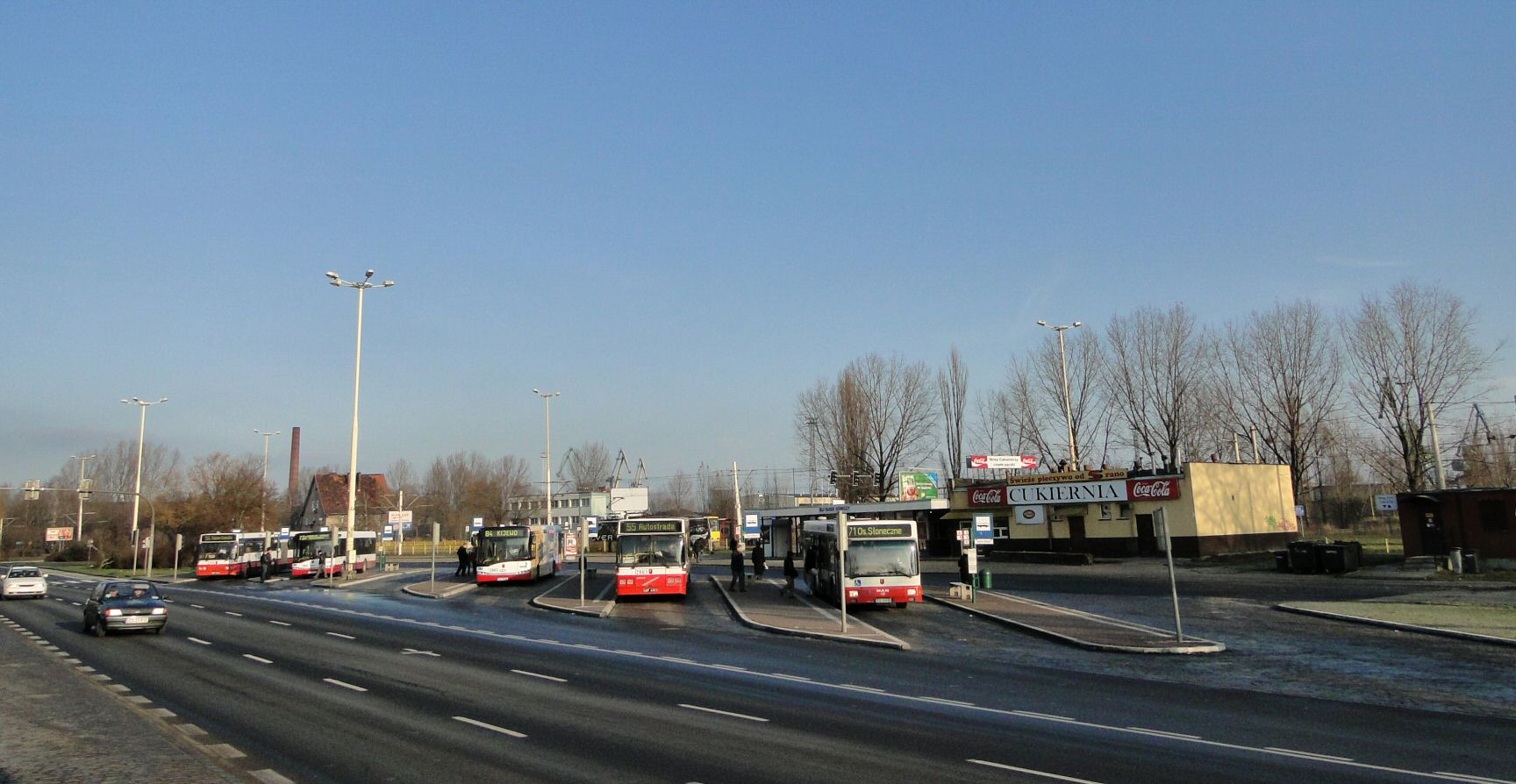
Pętla autobusowa na Basenie Górniczym

### Basen Górniczy
(niem. Groß Stein Bruch – na zachód od Regaliczki i Klein Stein Bruch – przy węźle komunikacyjnym). Leży na Zaleskich Łęgach. Większość obszaru zajmują tereny portowe. Główne ulice to Gdańska (z Estakadą Pomorską), Zatokowa i Basenowa. Zabudowania mieszkalne położone są w obrębie ulic: Kotwiczna, Grudzińskiego, Mostnika i Swobody. Pierwotnie nazwa odnosiła się do basenu portowego o alternatywnej nazwie Basen Kaszubski. Na Basenie Górniczym znajduje się pętla tramwajowo-autobusowa – przesiadkowa pomiędzy Lewobrzeżem a Prawobrzeżem Szczecina. Część dzielnicy Międzyodrze-Wyspa Pucka.

### Błędów
(niem. Jägersweil bei Altdamm) – obecnie niezamieszkane osiedle w obrębie ul. Tczewskiej, Junaków, Irydowej we wschodniej części Parku Leśnego Dąbie. W 1938 otwarto odcinek autostrady Reichsautobahn RAB 4a: Stettiner Dreieck – Bäderstraße biegnący przez środek osiedla; w l. 2013–2014 umiejscowiono na niej węzeł Szczecin Dąbie zbudowany kilkadziesiąt metrów na północ od centrum dawnego Jägersweil. Administracyjnie zachodnia część Wielgowa.

### Boleszyce
(niem. Katharinenhof bei Finkenwalde) – nazwa obejmująca obszar pokrywający się z Parkiem Leśnym Zdroje (część Szczecińskiego Parku Krajobrazowego "Puszcza Bukowa"). Głównymi ulicami są: Grabowa, Kopalniana i Letniskowa. Na terenie Boleszyc znajdują się m.in. Jezioro Szmaragdowe, rezerwat przyrody Zdroje, Góra Widok, Skórcza Góra, hotel Szmaragd i restauracja Grota. Przy ul. Letniskowej przed 1945 r. znajdował się przystanek kolejowy Buchheide, obecnie przeniesiony ok. 600 m dalej pn. Szczecin Zdroje. Administracyjnie część Zdrojów.

### Bystrzyk
(niem. Bergquell bei Frauenhof) – nazwa obejmująca obszar ograniczony ulicami: Pokoju, Bogumińską, Grochową i linią kolejową do Polic. Osiedle obecnie prawie niezamieszkane, większą część zajmują ogrody działkowe. Obecnie wschodnia część Golęcina.

### Cieszyce
(niem. Sternkrug) – niewielkie osiedle położone w rejonie ulic: Goleniowska, Wolińska i Zdrowa. Przez środkową część osiedla prowadzi linia kolejowa Szczecin - Goleniów, przy której znajduje się większość zabudowań. Przy ul. Wolińskiej znajduje się dawny cmentarz ewangelicki. Obecnie zaliczane jest do dzielnicy Dąbie.

### Cieśnik
(niem. Untemühle bei Hökendorf) – osiedle położone pomiędzy ulicami: Mączną, Jęczmienną, Lnianą, Poczdamską oraz torami linii kolejowej do Osiedla Słonecznego. Południową granicę (z osiedlem Starków) wyznacza umowna linia wytyczona między ulicami Kolorowych Domów i Hubalczyków. W granicach Cieśnika znajduje się Szpital Zdroje. Administracyjnie część Zdrojów.

### Dolina
(niem. Grenzingshof) – prawie niezamieszkane osiedle położone w północnej części Żelechowej, pomiędzy ulicą Bogumińską, potokiem Gręziniec i częściowo ogrodami działkowymi, które zajmują większą część Doliny. Jedyną ulicą położoną w granicach osiedla jest Ostrowska, przy której znajduje się dawny cmentarz ewangelicki.

### Dunikowo
(niem. Rosengarten Plantage) – niezamieszkane obecnie osiedle położone pomiędzy linią kolejową do Stargardu i ulicą Stary Szlak. Przez środek prowadzi droga krajowa nr 3 i rzeka Płonia. Zachodnia część położona jest w południowej części Parku Leśnego Dąbie. Dunikowo podzielone jest pomiędzy dzielnice Kijewo (część zachodnia) i Wielgowo (część wschodnia).

### Dziewoklicz
(niem. Jungfernberg) – dawniej niewielkie osiedle, obecnie nazwa miejskiego kąpieliska i kolejowego posterunku odgałęźnego. Położone jest na wyspie Ustowskie Mokradła, pomiędzy Odrą Zachodnią a Zatoką Śpiącego Suma (część Kanału Leśnego (Odyńca)). Administracyjnie część Międzyodrza-Wyspy Puckiej.

### Glinki
(niem. Glienken) – osiedle położone w obrębie ulic: Nad Odrą, Golęcińska, W. Nehringa, Księżnej Dąbrówki. Na północ od osiedla (poza jego granicami) znajduje się stacja kolejowa Szczecin Glinki (na linii do Polic), dzięki której nazwa przetrwała. Administracyjnie część Stołczyna.

### Kępa Parnicka
(niem. Silberwiese) – osiedle położone na wyspie (dawnym półwyspie) o tej samej nazwie. Główną ulicą jest Leona Heyki, przy której znajduje się m.in. baza autobusowa PKS Szczecin. Na Kępie Parnickiej znajduje się też Stocznia Rzeczna i Sanepid. Przez północną część wyspy prowadzi wiadukt linii kolejowej pomiędzy stacjami Szczecin Główny i Szczecin Port Centralny. Administracyjnie część osiedla Międzyodrze-Wyspa Pucka.

### Kijewo
(niem. Rosengarten) – część miasta i osiedle administracyjne Szczecina, w rejonie Prawobrzeża, położone pomiędzy autostradą A6, potokiem Niedźwiedzianka oraz południowymi granicami miasta. Kiedyś do wsi należało Dunikowo-osiedle przemysłowe, oraz Kijewko (niem. Neu Rosengarten).

### Klęskowo
(hist. Clescow, niem. Hökendorf) – dawna osada słowiańska, od XIII w. w posiadaniu cystersów z Kołbacza. Po sekularyzacji zakonu w 1535 roku weszła w skład dominium książąt pomorskich.
Obecnie wchodzi w skład jednostki pomocniczej gminy Bukowe-Klęskowo. Nazwa Klęskowo zwyczajowo pozostała w obiegu, chociażby w nazwie przystanków i Parku Leśnego.

### Kluczewko
(niem. Frauenhof) – niewielkie osiedle położone w południowej części Klucza, pomiędzy autostradą A6, drogą wojewódzką nr 119, przedłużeniem ulicy Bielańskiej oraz granicami miasta. Główną ulicą jest Polarna. Większość Kluczewka zajmują lasy Puszczy Bukowej i częściowo Szczecińskiego Parku Krajobrazowego "Puszcza Bukowa". We wschodniej części znajduje się leśniczówka "Radziszewko". Na terenie osiedla zachowały się obiekty związane z forsowaniem w tym miejscu Odry przez Armię Czerwoną w kwietniu 1945 r.

### Kłobucko
(niem. Kellerbeckermühle) – najbardziej na południowy wschód wysunięte osiedle Szczecina, położone nad rzeką Płonią i stawami: Cysterskim i Paulina. Główną ulicą jest Gościnna. Do ok. 1965 r. przy drodze krajowej nr 3 znajdował się przystanek kolejowy Kłobucko Gryfińskie (wówczas wieś była jeszcze częścią ówczesnego powiatu gryfińskiego). Obecnie zaliczane do Jezierzyc.

### Kniewo
(niem. Kienwerder bei Altdamm) – niezamieszkane obecnie osiedle położone w obrębie ulicy Kniewskiej oraz wschodnich części ulic Lubczyńskiej i Goleniowskiej. W Kniewie znajdują się zakłady drobiarskie Drobimex-Heintz, przy których znajdowała się do ok. 1990 r. pętla autobusowa. Zlokalizowane między osiedlami Dąbie i Załom, urzędowo zaliczane do tego pierwszego.

### Kraśnica
(niem. Kratzwieck) – nadodrzańskie osiedle położone w rejonie skrzyżowania ulic Nad Odrą i Kościelnej. We wschodniej części znajduje się Huta Szczecin oraz stacja kolejowa Szczecin Glinki, która przed 1945 r. nosiła nazwę Stolzenhagen-Kratzwieck (w tłumaczeniu Stołczyn-Kraśnica). W Kraśnicy znajduje się także urząd pocztowy Szczecin 9 oraz Szkoła Podstawowa nr 9 im. kmdr. ppor. J. Grudzińskiego. Urzędowo część Stołczyna.

### Krzekoszów
(niem. Wilhelmsmühle bei Altdamm) – niezamieszkane obecnie osiedle położone pomiędzy ulicą Andrzeja Struga i bocznicami kolejowymi elektrociepłowni Kijewo: wzdłuż ciągu ulic: Dąbska - Zoologiczna - Niedźwiedzia (od południa i wschodu) oraz ul. Botanicznej (od zachodu). Według niektórych źródeł Krzekoszowem nazywana jest południowa część Osiedla Majowego, które stanowiło niegdyś odrębną jednostkę (od ul. Marii Dąbrowskiej). Obecnie administracyjnie i w granicach Osiedla.

### Lotnisko
(niem. Flughafen) – niezamieszkana część osiedla Dąbie położona na obszarze Lotniska Szczecin-Dąbie, zbudowanego w latach 20. XX wieku, istniejącego obecnie jako lotnisko sportowe Aeroklubu Szczecińskiego.

### Łasztownia
(niem. Lastadie) – nazwa obejmująca obszar położony na wyspie Łasztownia, na którym większość to tereny portowe i bocznice kolejowe (w tym dawna stacja Szczecin Dworzec Wrocławski). Zabudowania obejmują głównie południową część wyspy, wśród nich znajdują się m.in. Urząd Celny, kościół ewangelicko-augsburski Świętej Trójcy. Łasztownia jest częścią osiedla pn. Międzyodrze - Wyspa Pucka.

### Nagórnik
(niem. Bergmuhle bei Wussow)

### Odolany
(niem. Wedelshöhe) – osiedle położone pomiędzy ulicami: Duńską, Czeską, Wkrzańską, Rostocką i Kresową. Większość zabudowań pochodzi z lat 30. i 60. XX wieku. Nowsze budynki powstały przy ulicach przy nazwach pochodzących od gwiazdozbiorów (Korony Północnej, Andromedy, Koziorożca, Skorpiona itp.) Urzędowo w granicach Warszewa. Nazwa pochodzi od osiedla Odolany w Warszawie.

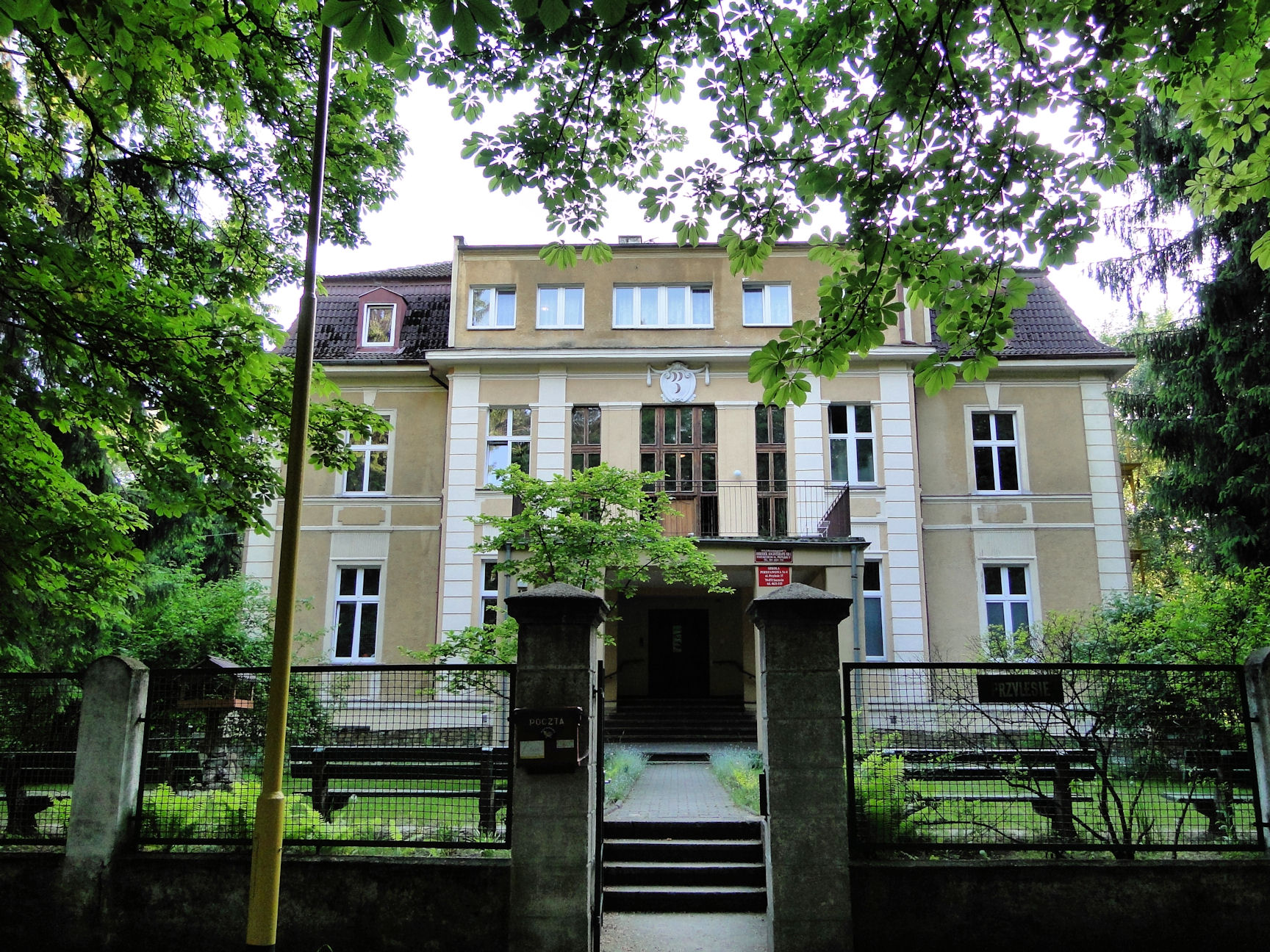
Młodzieżowy Ośrodek Socjoterapii Nr 1 przy ul. Przylesie

### Oleszna
(niem. Henningsholm) – prawie niezamieszkane osiedle położone w północnej części osiedla Płonia, nad rzeką Płonią pomiędzy ulicami Szosa Stargardzka i Teodora Żuka i Przylesie. Większość obszaru zajmują tereny leśne Puszczy Goleniowskiej. Do ok. 1965 r. w Olesznej znajdował się przystanek kolejowy na linii do Starego Czarnowa i Sobieradza.

### Podbórz
(niem. Waldschlösschen bei Buchholz) – osiedle położone w północnej części Warszewa pomiędzy ulicami Podbórzańską, Śródleśną i Kredową. Większość obszaru zajmują lasy Puszczy Wkrzańskiej. Przez Podbórz prowadzi żółty szlak turystyczny łączący Gocław z Warszewem.

### Os. Przyjaźni
Osiedle położone pomiędzy ulicami Witkiewicza, Santocką, 26 Kwietnia oraz linią kolejową do Trzebieży. Osiedle zostało zbudowane w latach 70. XX wieku, kiedy to postawiono pierwsze budynki, tzw. leningrady. Na osiedlu znajduje się też kościół św. Jana Bosco. Administracyjnie położone jest na Świerczewie.

### Rogatka
(niem. Zollhaus bei Finkenwalde) – prawie niezamieszkane osiedle położone nad Regalicą w zachodniej części Dąbia pomiędzy ulicami Przestrzenną, Eskadrową i Mostem Cłowym. Na Rogatce znajduje się siedziba Aeroklubu Szczecińskiego i jedna z kilku przystani żeglarskich nad Jeziorem Dąbie.

### Rogownik
(niem. Blaurocks Mühle) – prawie niezamieszkane osiedle położone w rejonie ulic: Puckiej, Młyńskiej i Narzędziowej nad rzeką Płonią, na wschód od dworca Szczecin Dąbie. Administracyjnie położona w granicach Dąbia.

### Rudnik
(niem. Hammermühle bei Altdamm) – osiedle położone pomiędzy drogą krajową nr 3, ulicą Junaków i linią kolejową do Stargardu oraz nad rzeką Płonią i Bobrowym Stawem. Obecnie prawie niezamieszkane, większą część zajmuje Park Leśny Dąbie. Główną ulicą dojazdową jest Tczewska. Urzędowo należy do Dąbia (jego południowo-wschodnia część).

### Sienno

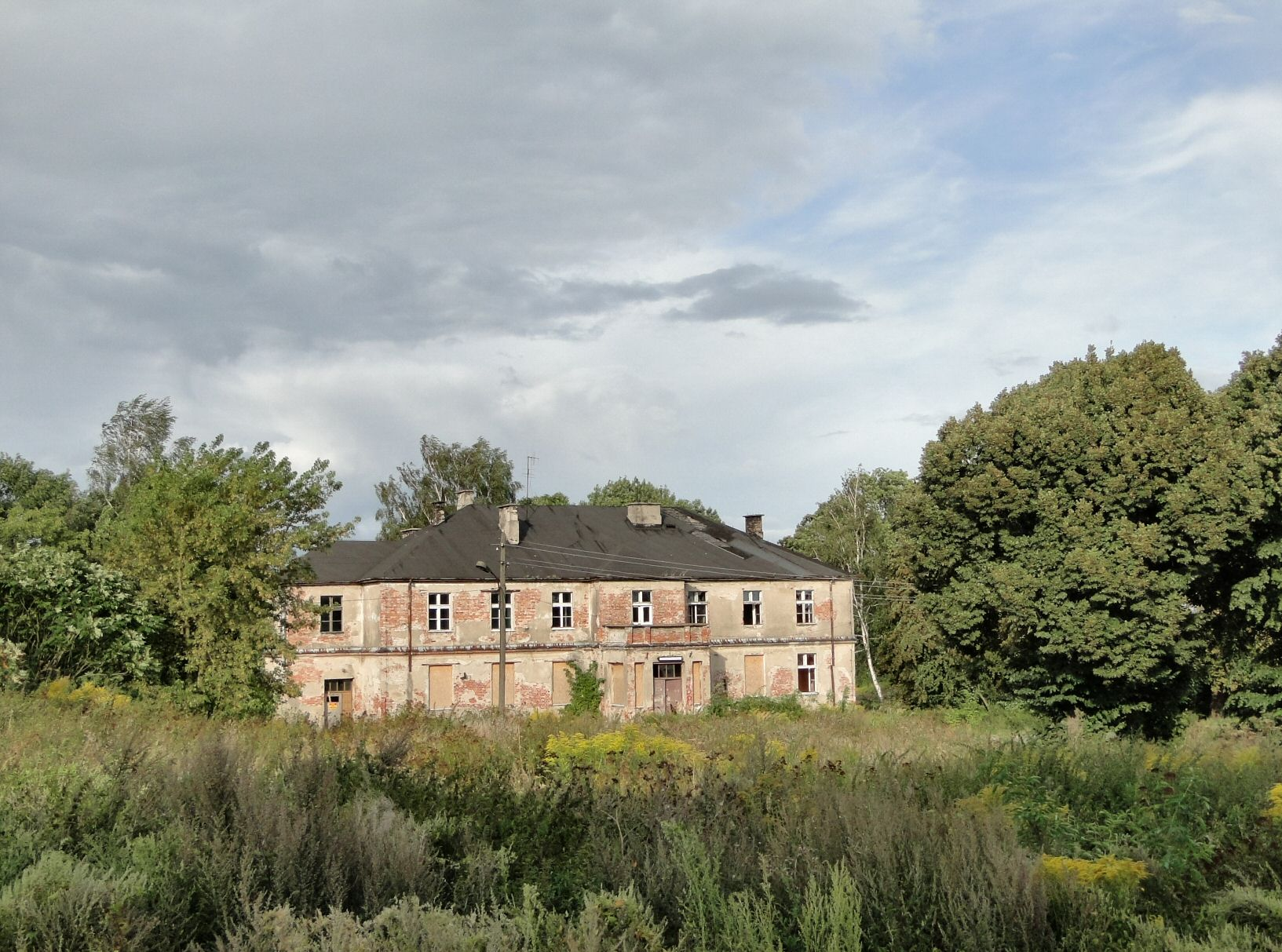
Opuszczony dworek na Siennie przy ul. Łącznej

(niem. Heuershof) – niewielkie osiedle mieszkaniowe położone pomiędzy ulicami Łączną i Wkrzańską, potokiem Sienniczka (od którego pochodzi nazwa) i ogrodami działkowymi. Wzdłuż ul. Łącznej prowadzi  szlak turystyczny łączący ul. Ludową (Drzetowo) z pętlą tramwajową "Las Arkoński" (Niemierzyn). Administracyjnie w granicach Żelechowej.

### Stoki
(niem. Mücken Mühle bei Neuendorf) – duże osiedle położone na zachód od Skolwina, granicę wyznacza potok Bogdanka. Głównymi ulicami jest ciąg Artyleryjska - Kamienna - Plażowa oraz Przęsocińska łącząca Police z Przęsocinem. Zachodnią część zajmuje Park Leśny Mścięcino, w którym znajduje się m.in. nieczynny przystanek kolejowy Szczecin Mścięcino oraz Komarzy Młyn (niem. Mücken Mühle).

### Słowieńsko
(niem. Wendorf Gut) – osiedle położone pomiędzy ulicami Ku Słońcu i Dworską oraz Cmentarzem Centralnym. Większą część zajmuje Szkoła Salezjańska. Czasami nazwa Słowieńsko jest także przenoszona na zabudowania w rejonie ulic Dworskiej, Gajowej i Krzywej. Urzędowo zaliczane do Gumieniec.

### Sosnówko
(niem. Wiesenbeck) – osiedle położone administracyjnie w południowej części Śmierdnicy, faktycznie oddzielone od niej potokiem Czerwonak. Głównymi ulicami są Dobropole i południowa część Spokojnej. Przez Sosnówko prowadzą dwa szlaki turystyczne: żółty do Dobropola Gryfińskiego i czarny do Jezierzyc.

### Starków
(niem. Mittelmühle bei Altdamm) – prawie niezamieszkane osiedle położone na południe od Szpitala Zdroje. Głównymi ulicami jest południowa część ul. Mącznej i fragment autostrady A6. W zachodniej części znajduje się Ilna Góra o wysokości 63 m n.p.m., a nieopodal dawnego cmentarza ewangelickiego Śmiłowska Góra o 2 m wyższa. Wzdłuż ul. Mącznej prowadzi niebieski szlak turystyczny łączący stację kolejową Szczecin Zdroje z wsią Kołowo. Administracyjnie Starków zaliczany jest do Zdrojów.

### Stoki
(niem. Rollberg) – osiedle położone pomiędzy ulicami: Duńską, Wiśniowy Sad, S. Rosponda i Jantarową. W ostatnich latach osiedle zostało rozbudowane głównie na terenach dawnych ogrodów działkowych. W XIX w. uprawiano tu powszechnie buraki cukrowe, przerabiane następnie w cukrowni na Drzetowie. Pod koniec XIX w. odkryto tu pokłady dobrej jakościowo gliny, co spowodowało wybudowanie licznych cegielni (przed I wojną światową było ich 6). Obecnie, na terenie osiedla powstają liczne budynki, zarówno jedno- jak i wielorodzinne. Urzędowo południowa część Warszewa.

### Struga
(niem. Hohenkrug bei Buchholz) – niewielkie osiedle zlokalizowane pomiędzy ulicami: Szosa Stargardzka (droga krajowa nr 10), T. Żuka oraz nieistniejącą obecnie linią kolejową do Sobieradza, nad rzeką Płonią. Większość zabudowań zajmuje fabryka kontenerów "Gulf Intermodal" (dawny "Unikon"). Do ok. 1965 r. na osiedlu znajdował się przystanek kolejowy Struga Szczecińska. Na trasie niebieskiego szlaku turystycznego znajduje się pomnik przyrody "Orle Dęby". W 1994 roku na obszarze osiedla utworzono zespół przyrodniczo-krajobrazowy "Park Leśny w Strudze". Urzędowo część osiedla Płonia.

### Śmiłów
(niem. Kinderheim bei Finkenwalde)

### Os. Świerczewskie
Osiedle położone pomiędzy ulicami: Derdowskiego, Ku Słońcu, Santocką i 26 Kwietnia. Podzielone jest na dwie części rozdzielone torami bocznicy na Świerczewo (urzędowo jego część). Południową część zajmuje właściwe osiedle, a północną – ogrody działkowe, Wydział Elektryczny Politechniki Szczecińskiej oraz boisko i korty tenisowe.

### Trzebusz
(niem. Stutthof) – niewielkie osiedle administracyjnie położone w granicach Dąbia w obrębie ulic: Junaków, Opolskiej i Śnieżnej oraz drogi krajowej nr 3. Przed II wojną światową znajdowało się tutaj ponad 100 domów willowych, które zostały kompletnie zniszczone w wyniku walk o Dąbie w marcu 1945 r.

### Urok
(niem. Königsweg) – prawie niezamieszkane osiedle położone w lasach Puszczy Bukowej pomiędzy potokami: Niedźwiedzianką (tworzy Kiełpiński Staw) i Trawną (tworzy jezioro zwane Wilczym Bagnem) oraz autostradą A6 tuż przed węzłem w Kijewie przy południowych granicach Szczecina. Przez osiedle prowadzą 3 szlaki turystyczne: niebieski od Uroku do Kołowa zwany Królewską Drogą (początek przy stacji Szczecin Zdroje), czerwony od pętli autobusowej "Kijewo" do Glinnej i czarny od Placu Słowiańskiego w Dąbiu do tzw. Bramy Czwójdzińskiego położonej w Szczecińskim Parku Krajobrazowym. Do ok. 1965 r. znajdował się tutaj przystanek kolejowy "Urok". Osiedle podlega Radzie Osiedli Płonia - Śmierdnica - Jezierzyce.

### Widok
(niem. Friedensburg) – osiedle położone pomiędzy ulicami: Radosną, Żeliwną, Sąsiedzką i Krzewiastą oraz Puszczą Bukową. Faktycznie stanowi wschodnią część Podjuch. Przez osiedle prowadzi także fragment autostrady A6/E28 i żółty szlak turystyczny łączący ul. Granitową z tzw. Szwedzkim Kamieniem położonym w rezerwacie przyrody Bukowe-Zdroje. Na obrzeżach znajduje się także hotel Panorama i rezerwat Zdroje. Polska nazwa osiedla pochodzi od pobliskiej Góry Widok w Parku Leśnym Zdroje.

### Zdunowo
(niem. Hohenkrug bei Augustwalde) – małe osiedle w granicach Szczecina (Prawobrzeże) liczące (w 1990) 50 stałych mieszkańców. Wraz z osiedlami Wielgowo i Sławociesze, z którymi graniczy, tworzyło wspólną radę osiedla, a obecnie podlega pod Radę Osiedla Wielgowo–Sławociesze. Znajduje się tutaj specjalistyczny szpital imienia Alfreda Sokołowskiego. Zostało włączone w granice miasta w 1954. Na osiedlu znajdują się dwie ulice: Alfreda Sokołowskiego i Tomasza Żuka (dawniej Zdunowska).

## Osiedla mieszkaniowe Szczecina powstałe po 1945 roku

### Osiedle Akacjowe
Niewielkie osiedle na Gumieńcach, przy ul. Braniborskiej 40-46. Składa się z trzech, trzykondygnacyjnych budynków mieszczących łącznie 26 mieszkań. Połowa z nich ma powierzchnię 71 m kw. i jest dwupoziomowa oraz posiada ogródek, pozostałe wyposażone są w taras i liczą po 86 m kw. Osiedle jest ogrodzone. Inwestorem i wykonawcą, tego wybudowanego w latach 2018-20 osiedla, jest szczecińska firma Murbud Developer.

### Osiedle Alsecco Kusocińskiego
Alsecco Kusocińskiego - wybudowany w latach 2013-15 zespół dwóch pięciokondygnacyjnych budynków zaprojektowanych przez pracownię "Wolski + Architekci" ze Szczecina, a zrealizowaną przez firmę Alsecco Deweloper. Osiedle liczy 160 lokali mieszkalnych, o powierzchni od 26 do 107 m kw. i położone jest przy ul. Lewandowskiego 1, 3, 5, 7, 9 w Szczecinie.

### Osiedle Apartamenty Pogodno
Osiedle składa się z dwóch czterokondygnacyjnych budynków położonych przy ul. Sadowskiego (nr 8, 10), na szczecińskim Krzekowie. Budynki, o nowoczesnej architekturze, zbudowane zostały na planie litery "L", a między nimi powstał półotwarty dziedziniec wykorzystywany jako miejsce rekreacji dla mieszkańców osiedla i plac zabaw dla ich dzieci. W każdym z domów mieszczą się 41 mieszkania (niektóre z antresolami), o powierzchni od 42 do 106 m kw. Mieszkania wyposażone są w tarasy lub balkony. Cztery stanowiska garażowe w podziemiu budynków zostały wstępnie przygotowane do pełnienia funkcji stacji ładowania samochodów elektrycznych. Inwestorem osiedla jest spółka: Sowińskiego 72, a projekt architektoniczny stworzyła szczecińska firma Mellon Architekci.

### Osiedle Apartamenty Warszewo
Osiedle Apartamenty Warszewo znajduje się przy ul. Maciejkowej 27, 29, 31 i ul. Kalinowej 37 i 39. Składa się z pięciu trzykondygnacyjnych budynków, usytuowanych szczytowo do ulicy. W budynkach zaplanowano łącznie 185 lokali mieszkalnych różnej wielkości (powierzchnia mieszkań: od 29 do 115 m kw., liczba pokoi: od 1 do 4). Budynki wyposażone są w windy, a w piwnicach zlokalizowano hale garażowe. Mieszkania na parterze posiadają ogródki. Osiedle powstało w trzech etapach, w latach 2015-20. Jego inwestorem była firma Marina Developer, a projektantem biuro architektoniczne Dedeco.

### Osiedle Arkońskie
Duże osiedle mieszkaniowe powstałe w latach siedemdziesiątych XX w. przy ulicach: Chopina, Wiosny Ludów, Zakole. Zajmuje powierzchnię 33 hektarów pagórkowatego terenu. Zabudowane zostało 45 budynkami mieszkalnymi. Dziesięć z nich to wieżowce liczące po 12-13 kondygnacji, pozostałe to budynki pięciokondygnacyjne. Projektantami osiedla byli: Tadeusz Łyżwa i Jacek Przybylski Osiedle liczy łącznie 2169 mieszkań i zamieszkiwane jest przez ok. 6000 ludzi. Osiedlem administruje Spółdzielnia Mieszkaniowa "Wspólny Dom".

### Osiedle Bandurskiego
Duże osiedle mieszkaniowe zlokalizowane pomiędzy ulicami Przyjaciół Żołnierza, ks. Warcisława I i Wycieczkową. Główną ulicą dojazdową jest ul. Bandurskiego, od której pochodzi nazwa osiedla. Powierzchnia osiedla wynosi ponad 18 ha, a jego zabudowa składa się z 11 wieżowców oraz 24 niższych budynków liczących 5-7 kondygnacji. Większość zabudowań powstała w latach 80. z tzw. wielkiej płyty. Osiedle administrowane jest przez Spółdzielnię Mieszkaniową "Wspólny Dom", a zamieszkuje na nim ok. 5000 ludzi.
W latach 2006–2009 na terenie Osiedla wzniesiono najwyższy budynek mieszkalny w Szczecinie - osiemnastokondygnacyjny Wieżowiec Widok.

### Osiedle Belgijska
Osiedle składa się z 10 identycznych domów, każdy o kubaturze 6.103 m³ i powierzchni użytkowej 1.350 m². Budynki posiadają strome dachy pokryte dachówką cementową. Łącznie na osiedlu znajdują się 263 mieszkania. Osiedle powstało w latach 2003-07 przy ul. Belgijskiej. Inwestorem była Spółdzielnia Mieszkaniowa "Student", wykonawcą firma Calbud ze Szczecina, a projekt architektoniczny stworzyła również szczecińska firma "Mellon Architekci".

### Osiedle Bocianie Gniazdo
Osiedle znajduje się przy ul. Małe Błonia 34-44. Składa się z trzech czterokondygnacyjnych budynków przykrytych czterospadowymi dachami. Osiedle liczy łącznie 118 lokali mieszkalnych o powierzchni od 33 do 89 m kw. i liczbie pokoi od 2 do 4. Lokale na parterze mają ogródki, a na wyższych kondygnacjach duże balkony. Osiedle jest inwestycją szczecińskiej firmy deweloperskiej Horizon. Zaprojektowane zostało przez poznańską firmę JC Architekci, a wykonane przez spółkę PTB Nickel.

### Osiedle Brzozowe
Niewielkie osiedle położone przy ul. Szerokiej (nr 48) i ul. Bukietowej (numery od 1 do 17). Składa się z dziesięciu dwurodzinnych, dwukondygnacyjnych domów z dachami dwuspadowymi. W niektórych domach tego osiedla mieszkania mają układ poziomy (jedno na parterze, drugie na piętrze), w innych układ pionowy (parter + piętro - jak w typowym jednopiętrowym budynku bliźniaczym). W elewację budynków wkomponowane zostały elementy drewniane w kolorze brązowym, pozostałe partie elewacji utrzymane są w odcieniach bieli i szarości. Osiedle jest ogrodzone i oddzielone od ruchliwej ul. Szerokiej szpalerem drzew. Inwestorem osiedla była szczecińska firma Caro Development Polska, wykonawcą firma "Izolbud", a projekt architektoniczny stworzyła Pracownia Architektury Tues.

### Osiedle Brzozowe Wzgórze
Osiedle znajduje się przy ul. Kolonistów 60-66 na szczecińskim Bukowie. Składa się z czterech trójkondygnacyjnych budynków mieszczących łącznie 89 lokali mieszkalnych, o powierzchni 34–88 m kw. Budynki przykryte są rzadko stosowanymi dachami kolebkowymi. Mieszkania na parterze mają ogródki. Inwestorem osiedla, ukończonego w 2012 r., była firma Status Dom, a projektantem biuro architektoniczne ze Szczecina – Portal Pracownia Projektowa.

### Osiedle Brzozowy Zakątek
Osiedle wzniesione w latach 2008-10 przy ul. Jana Kazimierza 18-19e przez Szczecińskie Towarzystwo Budownictwa Społecznego. Zabudowa osiedla składa się z dwóch wieloklatkowych budynków o 4 nadziemnych kondygnacjach. Łączna liczba lokali mieszkalnych - 170; łączna powierzchnia użytkowa – 10278 m². Jedno z mieszkań (przeznaczone na rodzinny dom dziecka) składa się aż z 8 pokoi. Na osiedlu zasadzono 122 drzewa w tym 54 brzozy (stąd nazwa osiedla). Osiedle zaprojektowała Pracownia Projektowa Portal ze Szczecina, a wybudowały, również szczecińskie, firmy Lechbud i Tembud-Bis Szut.

### Osiedle Budnex Kusocińskiego
Osiedle przy ul. Lewandowskiego 34-54 (numery parzyste) wybudowane przez gorzowską firmę Budnex w latach 2015-17. Składa się z czterech pięciokondygnacyjnych budynków, w których znalazło się łącznie 175 mieszkań o powierzchni od 34 do 75 m kw. Mieszkania liczą od 1 do 4 pokoi i wszystkie wyposażone są w balkony. Projekt architektoniczny osiedla wykonała warszawska firma Konkret sp. z o.o.

### Osiedle Budnex Lewandowskiego
Osiedle wzniesione etapami przy ulicach: Lewandowskiego i Potrzebowskiego przez gorzowską firmę Budnex. W pierwszym etapie wybudowano ośmioklatkowy, czterokondygnacyjny budynek o narysie litery "C" przy ul. Lewandowskiego 11, 13, 15, 17, 19, 21, 23, 25. Budynek ma 119 mieszkań o powierzchni od 29 do 75 m kw. i liczbie pokoi od 2 do 4. Mieszkania zostały wyposażone w duże balkony o powierzchni do kilkunastu m kw. W II etapie powstał czteroklatkowy, czterokondygnacyjny budynek przy ul. Potrzebowskiego 12, 14, 16, 18. Budynek ma 104 dwu- i trzypokojowe mieszkania (z aneksem kuchennym) o powierzchni 37- 56 m kw. Budynek wyposażony jest w windy, a każde mieszkanie ma balkon lub taras. W trzecim etapie wzniesiono czterokondygnacyjny, pięcioklatkowy budynek (z windami) przy ul. Potrzebowskiego 2, 4, 6, 8, 10. Budynek liczy 140 dwu, trzy lub czteropokojowych mieszkań (z balkonami i aneksami kuchennymi) o pow. od 37 do 74 m. Czwarty etap zakłada wybudowanie pięciokondygnacyjnego budynku z 67 mieszkaniami przy ul. Potrzebowskiego 1. Mieszkania (o powierzchni od 37 do 74 m kw.) liczyć będą 2, 3 lub 4 pokoje i wyposażone zostaną w balkony i aneksy kuchenne. Pod całym budynkiem znajdzie się dwupoziomowa hala garażowa. Projekt architektoniczny osiedla sporządził Piotr Wiśniewski z Gorzowa Wielkopolskiego.

### Osiedle Bukowe
Osiedle Bukowe położone jest na prawobrzeżu Szczecina i jest jednym z największych osiedli tego miasta. Budowę osiedla rozpoczęto w 1983 r. i nadal jest ono rozbudowywane. Docelowo ma liczyć ok. 18 tysięcy mieszkańców (w 2020 r. mieszkało tu 14,5 tys. ludzi). Osiedle położone jest na terenie dawnej podmiejskiej wsi Klęskowo i graniczy z Puszczą Bukową (stąd nazwa). Osiedle posiada zróżnicowaną zabudowę (wieżowce z wielkiej płyty, budynki pięciokondygnacyjne, zabudowa szeregowa, indywidualna itp.). Uliczki na osiedlu noszą nazwę kolorów (np. Brązowa, Seledynowa, Czerwona, Fioletowa itp.). Kolorystyka elewacji budynków przy poszczególnych ulicach odpowiada ich nazwie. Inwestorem osiedla jest Spółdzielnia Mieszkaniowa "Dąb". Osiedle zaprojektował ZPiUI Inwestprojekt (główni projektanci: Anna Zaniewska, Piotr Zaniewski, Romuald Cerebież-Tarabicki, Regina Wichrzycka). Głównym wykonawcą było Szczecińskie Przedsiębiorstwo Budownictwa Ogólnego nr 2.

### Osiedle Central Park
Osiedle Central Park – osiedle mieszkaniowe zlokalizowane przy ul. Emilii Plater (pomiędzy ulicami: Salomei i Gontyny; adresy budynków przypisane są do ul. Raginisa 1, 3, 5, 7). Zespół mieszkaniowy składa się z dwóch pięciokondygnacyjnych budynków o łącznej powierzchni użytkowej 5000 m². Partery budynków od strony ul. E. Plater przeznaczone zostały na cele handlowo - usługowe. Pozostałą powierzchnię zajmują 172 lokale mieszkalne liczące od 1 do 4 pokoi i mierzące od 24 do 124 m². Osiedle wybudowano w latach: 2014-16, według projektu szczecińskiej firmy Ordo Projekt s.c. Inwestorem była spółka Modehpolmo.

### Osiedle Chabrowe
Osiedle znajduje się przy ul. Gerwazego 1, 2, 3, 4, 6, 8, 10, 12 i Żniwnej 56, 58, na Krzekowie. W pierwszym etapie budowy osiedla (lata:2014-16) wybudowano siedem trzykondygnacyjnych budynków przy ul. Gerwazego, mieszczących łącznie 126 dwu- lub trzypokojowych mieszkań o powierzchni 50–75 m kw. W drugim etapie (lata 2017-18) powstały dwa trzykondygnacyjne budynki przy ul. Żniwnej mające łącznie 59 lokali mieszkalnych. Osiedle jest ogrodzone i monitorowane. Na jego skraju znajduje się zagospodarowany staw. Inwestorem osiedla jest warszawska firma SGI, która zbudowała je według projektu szczecińskiej firmy Mellon Architekci.

### Osiedle Chmielewskiego 23
Osiedle Chmielewskiego 23 to zespół 3 wieżowców, o zróżnicowanej wysokości (do 11 pięter) i bryle, położonych przy ul. Chmielewskiego 23 na osiedlu administracyjnym Pomorzany. Inwestorem osiedla jest firma BEST Deweloper, a wykonawcą spółka Erbud. Rozpoczęcie budowy nastąpiło w grudniu 2018. Inwestycja realizowana jest etapowo, a po jej zakończeniu, osiedle liczyć będzie 500 mieszkań, w tym, położone na najwyższych piętrach, apartamenty o pow. ponad 120 m kwadratowych.

### Osiedle Chojnówka
Osiedle położone w rejonie ulic: Zielone Wzgórze oraz Akwarelowa. Nazwa wywodzi się od przepływającego przez osiedle strumienia Chojnówka. Administracyjnie wchodzi w skład osiedla Bukowe-Klęskowo. W latach: 1997–99 powstało tu sześć cztero- i pięciokondygnacyjnych budynków przy ul. Zielone Wzgórze. Inwestorem była Spółdzielnia Mieszkaniowa "Warszewo", a projekt architektoniczny stworzyła Anna Zaniewska.
Począwszy od 2001 r. trwa rozbudowa tego osiedla przez Przedsiębiorstwo Budowlano-Usługowe "Jedynka" S.A. ze Szczecina. Zabudowa koncentruje się wokół u. Akwarelowej. W latach 2001–15 powstało tu 7 większych i trzy mniejsze budynki wielorodzinne oraz trzy domki jednorodzinne. W 2017 r. rozpoczęto budowę kolejnych trzech budynków. Projektantem tej części osiedla jest Biuro Projektowo-Budowlane Plik-Lech ze Szczecina.

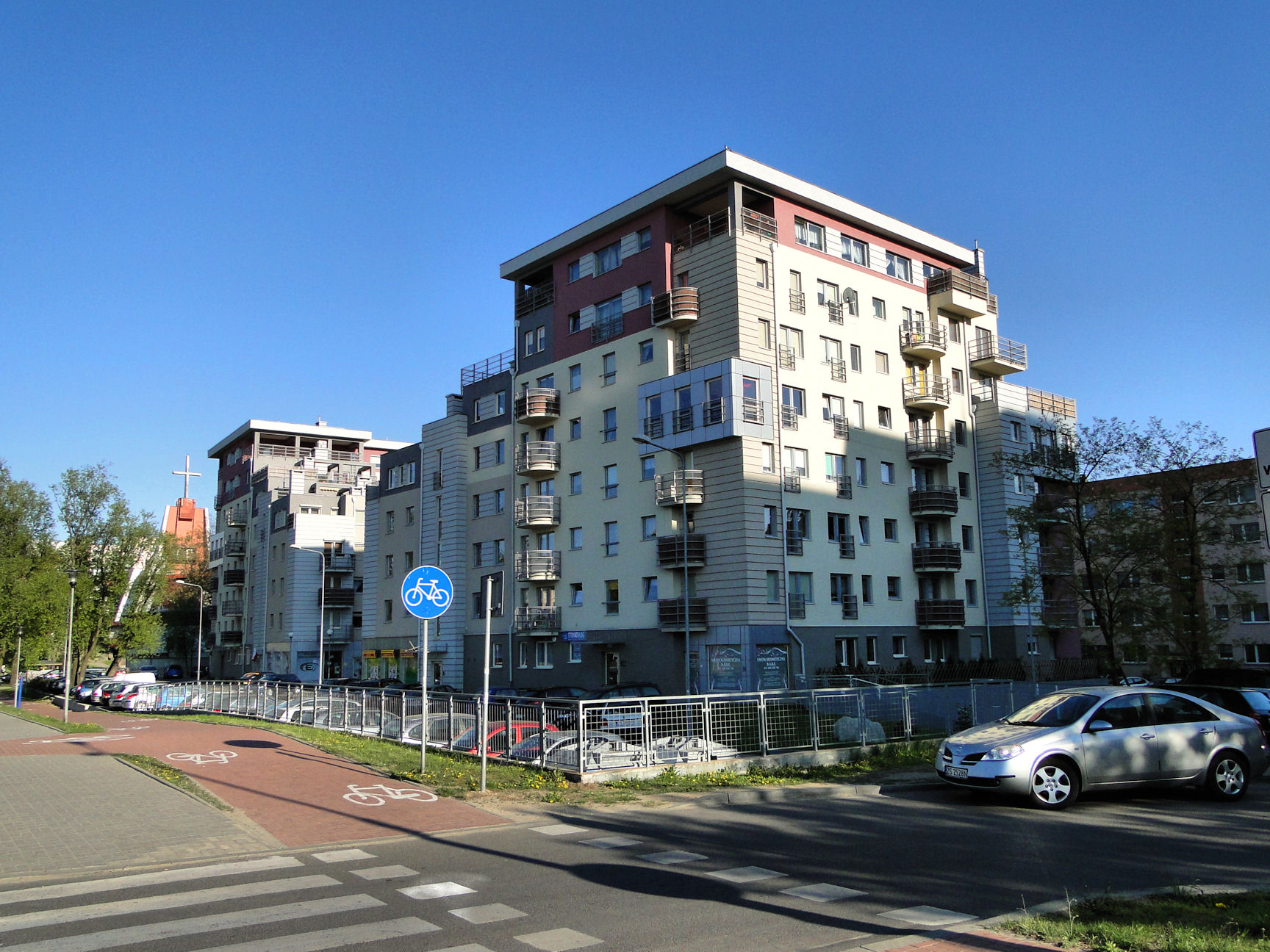

### Osiedle Czcibora
Kompleks mieszkalno-usługowy wybudowany w latach 2006-08 przy ul. Czcibora i ul. Przyjaciół Żołnierza 49-55. Osiedle składa się z dwóch bliźniaczych budynków o wysokości od 4 do 8 kondygnacji mających zróżnicowaną, nieregularną bryłę. W każdym z domów znajdują się 53 dwu-, trzy- i czteropokojowe mieszkania, dwie klatki schodowe oraz dwa lokale użytkowe. Niektóre z mieszkań mają formę dwupoziomową. Inwestorem i wykonawcą była firma Mak Dom Holding S.A. z Piaseczna. Projekt architektoniczny opracowała szczecińska firma AG Projekt Anna Gaweł.

### Osiedle Cztery Ogrody
Osiedle położone jest przy ul. Duńskiej 18-34 i liczy 238 lokali mieszkalnych. Składa się z dwóch budynków o zróżnicowanej bryle i wysokości (6-8 kondygnacji), przykrytych płaskim dachem. Mieszkania wyposażone są w balkony i tarasy, a te na parterze – w przydomowe ogródki. Nazwa osiedla pochodzi od czterech ogrodów: iglastego, kamiennego, różanego i wiśniowego jakie znalazły się na wewnętrznych dziedzińcach osiedla. Inwestorem przedsięwzięcia była łódzka spółka Comfortime, osiedle wybudowała szczecińska firma Calbud według projektu Pracowni Projektowej "Portal" (Szczecin) i City Architekci Maciej Zombirt (Warszawa).

### Osiedle Cztery Pory Roku
Osiedle leży na terenie Bukowa, przy ulicy o tej samej nazwie co osiedle. Zabudowa składa się z 9 trzykondygnacyjnych budynków (najwyższa kondygnacja ma formę poddasza użytkowego). Budynki posiadają dwie lub trzy klatki schodowe. Mieszkania na parterze wyposażone są w duże zielone tarasy położone nad garażami. Niektóre z mieszkań są dwupoziomowe. Budynki wykonano w technologii tradycyjnej. Mieszkania liczą od 1 do 4 pokoi i mają powierzchnię od 32 do 67 m kw. Osiedle wybudowano w latach 2007–09, a inwestorem i wykonawcą była szczecińska firma Steed Developer S.A.

### Osiedle Dąbrówki
Osiedle położone jest na wysokiej skarpie odrzańskiej przy ul. Księżnej Dąbrówki na Stołczynie. Budowę osiedla rozpoczęto w 2014 r. Składać się ono będzie z sześciu pięciokondygnacyjnych budynków mieszczących łącznie 210 lokali mieszkalnych o powierzchni od 32 do 60 m kw., mających 1, 2 lub 3 pokoje. Inwestorem, projektantem i wykonawcą osiedla jest szczecińska firma Graz Deweloper.

### Osiedle Duńskie
Osiedle Duńskie składa się z czterech budynków przy ul. Duńskiej 47-65 wybudowanych w latach 2005-08. Budynki mieszczą łącznie 110 mieszkań o powierzchni od 39 do 78 m kw. Teren osiedla jest ogrodzony, a do mieszkań na parterze przynalężą przydomowe ogródki. Inwestorem i wykonawcą osiedla była firma Vastbouw Polska, a projekt architektoniczny sporządziła szczecińska firma Jarosław Czarnecki Architekt.

### Osiedle Etiuda
Osiedle położone jest przy ul. Fryderyka Chopina 41, 43 (nazwa osiedla nawiązuje do twórczości patrona ulicy). Osiedle składa się z dwóch pięciokondygnacyjnych budynków o prostej bryle i płaskich dachach. Budynki połączone są wspólną halą garażową w przyziemiu. Mieszkania na czwartej kondygnacji zaprojektowano jako dwupoziomowe z antresolami i tarasami na dachu. Mieszkania na parterze posiadają ogródki, a na pozostałych poziomach - balkony. Łącznie na osiedlu znajduje się 113 mieszkań o powierzchni od 31 do 75 m kw. Osiedle, według projektu szczecińskiego biura architektonicznego Wolski+Architekci, budował szczeciński deweloper – firma Calbud.

### Osiedle Familijne
Osiedle składa się z 24 lokali mieszkalnych w zabudowie bliźniaczej lub szeregowej położonych przy nowo powstałej ulicy Familijnej na Krzekowie. Mieszkania mają powierzchnię od 61 do 126 m kw. i otoczone są ogródkami o powierzchni od 50 do 300 m kw. Budowa osiedla zakończyła się w 2020 r. Inwestorem osiedla była firma Lider House ze Szczecina

### Osiedle Flaminga
Osiedle znajduje się przy ul Flaminga 2-8 (boczna od ul Łącznej). Budynki na osiedlu (w liczbie 4) liczą cztery lub pięć kondygnacji i kryte są dachami dwuspadowymi. Powierzchnia mieszkań wynosi od 25 do 68 m kw. Najniższe kondygnacje budynków wykorzystane zostały na halę garażową, mieszkania na parterze wzbogacono o przydomowe ogródki. Osiedle powstało w latach 2017–20, a jego deweloperem i głównym wykonawcą był Soft Elektronik sp. z o.o. (budynki przy ul. Flaminga 6,8) oraz Neptun Deweloper sp. z o.o. (budynki przy ul. 2, 4).

### Osiedle Fregaty
Osiedle Fregaty (zwane też Osiedlem Pokładowa) położone jest przy ul. Fregaty (nr 1-23) w Dąbiu. W I etapie budowy osiedla (zrealizowanym w latach 2017-20) powstało 6 budynków czterokondygnacyjnych, niepodpiwniczonych. W budynkach tych mieszczą się 184 mieszkania (wykonane w standardzie "pod klucz") zawierające od 1 do 3 pokoi, o powierzchni od 46 do 65 m kw. Na budowie osiedla musiano zastosować specjalne rozwiązania związane z bliskością jeziora Dąbie (w tym palowanie gruntu). W drugim etapie budowy osiedla (lata 2019-21) liczba budynków i mieszkań na osiedlu ma się podwoić. Inwestorem osiedla jest TBS "Prawobrzeże", generalnym wykonawcą: "Calbud", a projektantem Firma Projektowa J. Nawrocki (wszystkie firmy ze Szczecina).

### Osiedle Galaktyka
Budowa osiedla rozpoczęła się w 2018 r. przy ul. Plejady i Galaktyki na szczecińskim Warszewie. Osiedle składać się będzie z 9 trzykondygnacyjnych budynków o nietypowej, nowoczesnej architekturze (ściany zewnętrzne budynków mają kształt trapezu prostokątnego, dachy - trójkąta). W pięciu budynkach typu "A" znajdzie się po 20 mieszkań, w pozostałych czterech (typu "B") po 14 (łącznie 156 lokali mieszkalnych o powierzchni od 44 do 148 m kw.). Budynki wyposażone będą w windy, przydomowe ogródki, tarasy, balkony oraz antresole (na ostatniej kondygnacji). Inwestorem i wykonawcą osiedla jest szczecińska firma Modehpolmo, a projektantem architekt Marek Orłowski ze Szczecina

### Osiedle Garden House
Osiedle zostało wybudowane w latach 2006–2010, w centrum Warszewa przy ulicy Szczecińskiej nr 28-32 oraz ul. Poznańskiej nr 1B-1F. Budynki na osiedlu posiadają trzy lub cztery kondygnacje. Inwestorem osiedla jest warszawska spółka SGI, a zaprojektowała je szczecińska pracownia architektoniczna Urbicon. Osiedle liczy 171 mieszkań. Budynki posiadają strome dachy oraz elewacje wyłożone częściowo cegłą klinkierową i drewnem, co powoduje, że dobrze komponują się z otaczającą, tradycyjną zabudową.
W latach 2019-20 na osiedlu (przy ul. Szczecińskiej 26) wybudowano dwa mniejsze budynki mieszczące łącznie 24 lokale mieszkalne.

### Osiedle Glinki
Osiedle zlokalizowane jest przy ul. Polickiej 58-72a (boczna od ul. Szosa Polska).Składa się z  17 budynków trzykondygnacyjnych, ze stromymi dachami. Wielkość (długość) budynków jest zróżnicowana (od 1 do 4 klatek schodowych). Osiedle powstało w latach 2003-16 i liczy łącznie 500 mieszkań o powierzchni od 30 do 100 m kw. i liczbie pokoi od 1 do 3. Właściciele mieszkań na parterze mogą korzystać z przydomowych ogródków. Część osiedla ma charakter zamknięty, a całe osiedle jest monitorowane. Inwestorem i wykonawcą osiedla jest szczecińska spółka Tomaszewicz Development, a projekt architektoniczny stworzyła stargardzka firma WizArt Studio Piotr Bujnowski.

### Osiedle Grunwaldzkie
Osiedle ograniczone ulicami: Bazarową, Żubrów, J. Malczewskiego i Wyzwolenia. Powstało w latach 60. XX wieku na terenach kompletnie zniszczonych przez alianckie naloty w czasie II wojny światowej.  Projektantami osiedla byli architekci: Mieczysław Janowski, Tadeusz Feliks Lis i Henryk Nardy. Osiedle zostało zabudowane budynkami 5- i 6-kondygnacyjnymi i wieżowcami. Do ich budowy zastosowano opracowaną na ówczesnej Politechnice Szczecińskiej nowatorską technologię wibroodpowietrzanych ściennych i stropowych płyt betonowych produkowanych poligonowo. Na osiedlu wyróżniał się,  nieistniejący już, trzynastokondygnacyjny Dom Marynarza oraz zamieszkały przez ok. 1400 osób, jedenastokondygnacyjny „mrówkowiec” przy al. Wyzwolenia.

### Osiedle Gubałówka
Osiedle położone we wschodniej części Osowa, przy ul Miodowej 119, 121, 125, nieopodal której znajduje się stok narciarski "Szczecińska Gubałówka". Jest to jedno z najwyżej położonych osiedli miasta (ok. 90 m n.p.m.). Zabudowę osiedla stanowi 9 trzykondygnacyjnych budynków (ostatnia kondygnacja ma formę poddasza mieszkalnego), w których znajduje się łącznie 100 mieszkań o powierzchni od 56 do 145 m². Każde z mieszkań posiada balkon. Osiedle jest ogrodzone. Osiedle zostało zbudowane w latach 1998-2004.

### Osiedle Gwarna
Osiedle wybudowano w kilku etapach na wschodnich krańcach osiedla Nad Rudzianką. W pierwszym etapie (lata: 2003-04) wzniesiono 4 czterokondygnacyjne budynki ze 104 mieszkaniami przy ul. Nastrojowej 2-6 i Gwarnej 17-27.  Budynki posiadają seledynowe elewacje i rzadko spotykane, zielone dachy. Drugi etap budowy obejmował wzniesienie w latach 2005-07 sześciu budynków czterokondygnacyjnych przy ul. Gwarnej 60-76 i Swojskiej 53-69 (łącznie 192 mieszkania). W trzecim etapie (lata 2009-10) powstało 6 czterokondygnacyjnych budynków (ze 162 mieszkaniami) przy ul. Gwarnej 20-46. Inwestorem wszystkich etapów budowy osiedla było Towarzystwo Budownictwa Społecznego Prawobrzeże sp. z o.o. Projekty etapu I i II wykonał B.P. Projekt sp. z o.o., a etapu III Firma Projektowa J. Nawrocki ze Szczecina. Wykonawcami byli: Calbud sp. z o.o. (I etap), Budchem sp. z o.o. (II etap), PW Ebud-Przemysłówka (III etap).
W pobliżu TBS Prawobrzeże wybudował także dwa inne kompleksy mieszkalne (bez własnej nazwy): trzy budynki (96 mieszkań) przy ul. Gwarnej 4-18 (2002 r.) oraz siedem budynków (192 mieszkania) przy ul. Gwarnej 1-15, ul. Nastrojowej 1-7, ul. Nowy Zjazd 4-10 (2003-04 r.).

### Osiedle Harmonia Gumieńce
Osiedle rozpoczęto budować w 2018 przy ul. Grabskiego (boczna od ul. Cukrowej). W pierwszym etapie wybudowano siedem budynków cztero - i pięciokondygnacyjnych. W II etapie (lata: 2020-21) powstaną dwa budynki pięciokondygnacyjne. W trzecim - ostatnim etapie przewidziane jest wybudowanie kolejnych dwóch budynków. Łącznie osiedle liczyć będzie 650 lokali mieszkalnych z jednym, dwoma lub trzema pokojami o powierzchni od 28 do 68 m kw. Projekt architektoniczny osiedla stworzyła firma W+Architekci Wolski & Włosek ze Szczecina. Inwestorem i wykonawcą jest również szczecińska firma Alsecco Developer.

### Osiedle Jarzębinowe
Osiedle powstało w latach 2015-19 przy ul. Dembowskiego (numery: 2, 2a, 4, 4a, 6, 6a). Osiedle składa się z sześciu, ustawionych w szereg, siedmiokondygnacyjnych budynków. Łącznie na osiedlu znajduje się 330 mieszkań o powierzchni od 30 do 88 m kw. Osiedle ma charakter zamknięty (jest ogrodzone i monitorowane). Inwestorem i wykonawcą osiedla była warszawska spółka SGI, która wybudowała je według projektu Pracowni Architektury Andrzej Morawski ze Szczecina.

### Osiedle Jesionowa
Osiedle położone jest przy ul Jesionowej 5, 7, 9 oraz ul. Zielonej 17-29 na Gumieńcach.  Większość budynków na osiedlu usytuowana jest do ulicy szczytowo  i oddzielona od niej poczwórnymi pawilonami garażowymi, na dachach których urządzono przydomowe tarasy. Osiedle składa się z 16 trójkondygnacyjnych budynków mieszczących łącznie 66 mieszkań. Osiedle zostało wybudowane w latach 2000-01 przez spółkę Modehpolmo ze Szczecina, która była także jego inwestorem.

### Osiedle Kadet
Inwestorem osiedla była nieistniejąca już Spółdzielnia Mieszkaniowa "Kadet" - stąd nazwa. Osiedle zlokalizowane zostało przy ul. Łukasińskiego, jednak dzięki wybudowaniu wzdłuż tej ulicy długiego bloku teren osiedla został w znacznym stopniu odseparowany od tej ruchliwej ulicy. Pozostała zabudowa osiedla skupia się wzdłuż ulic Horeszków i Księdza Robaka. Przeważają domy dwukondygnacyjne z użytkowym poddaszem, tylko przy ul. ks. Robaka pobudowano niewielką liczbę domów jednorodzinnych w zabudowie szeregowej. Osiedle charakteryzuje się kameralnością i dużą ilością zieleni. Generalnym wykonawcą, powstałego w latach 2000-02 osiedla, była spółka Europrojekt ze Szczecina.

### Osiedle Kaliny
Duże osiedle położone pomiędzy ulicami: Witkiewicza, Santocką, 26 Kwietnia i Derdowskiego. Nazwa pochodzi od głównej ulicy - Antoniego Kaliny. Osiedle  zostało zbudowane w latach siedemdziesiątych i osiemdziesiątych XX w.  przez Polską Żeglugę Morską dla pracowników gospodarki morskiej  (główny projektant Zbigniew Grudziński). W zabudowie osiedla przeważają wieloklatkowe wieżowce o 10-12 kondygnacjach. W centrum osiedla zachowała zabudowa indywidualna w postaci domków jednorodzinnych i bliźniaków pochodząca z wcześniejszego okresu (część z lat międzywojennych).
W granicach osiedla znajdują się: urząd pocztowy oraz dwie szkoły podstawowe. Osiedle posiada dobrze rozwiniętą sieć handlową. Komunikację ze śródmieściem zapewniają linie autobusowe.

### Osiedle Kapitanów
Zbudowane w trzech etapach, w latach 2002-15 osiedle zlokalizowane na Gumieńcach, na tyłach centrum handlowego Ster i Castoramy. Budynki osiedla położone są przy ul. Marynarzy Polskich (nr: 51, 90-100), gen. S. Kopańskiego (42-93), gen. S. Maczka (6-50). Osiedle składa się z 24 czterokondygnacyjnych budynków przykrytych dachem czterospadowym. Inwestorem osiedla była szczecińska spółka  Sanix-Tur Development. Osiedle wybudowało Przedsiębiorstwo Budowlane "BIS"  według planów Federacyjnego Biura Architektonicznego ze Szczecina. Osiedlem zarządza Spółdzielnia Mieszkaniowa "Bryza".
W 2020 spółka  Sanix-Tur rozpoczęła nową inwestycję na tym terenie, polegającą na zabudowie działki w kształcie zbliżonym do półkola  przy ul. Polskich Marynarzy 65-71 i ul. Kopańskiego 2-16. Zabudowa składać się będzie z ośmiu pięciokondygnacyjnych budynków mieszczących mieszkania o pow. od 40 do 87 m kw.

### Osiedle Kasztanowe
Osiedle położone w północno-wschodniej części miasta, wchodzące w skład administracyjnego osiedla Załom - Kasztanowe, tuż przy granicy miasta. Osiedle powstało w latach osiemdziesiątych XX w., a jego inwestorem była, nieistniejąca już, Fabryka Kabli "Załom". Składa się z pięciokondygnacyjnych budynków mieszkalnych z płaskimi dachami oraz zabudowy pawilonowej mieszczącej lokale handlowo-usługowe. Osiedle zamieszkuje ok. 3 tysięcy. osób
Przez osiedle prowadzi niebieski szlak turystyczny łączący stację Szczecin Załom z wsią Kliniska Wielkie. Na osiedlu Kasztanowym znajduje się pętla autobusowa linii zwykłych, pośpiesznych i nocnych.

### Osiedle Keja
Pierwsze osiedle mieszkaniowe, które powstało od czasu zakończenia II wojny światowej na terenie Golęcina. Osiedle zostało zlokalizowane przy ulicy Pokoju (nr 73-74d), oraz przy ulicy Grochowej (4-8, 10-24), naprzeciwko Cmentarza Golęcińskiego. W latach 1999–2002 wybudowano ogółem cztery 3-kondygnacyjne bloki mieszkalne, wraz z podziemnymi garażami. Mieszkania na parterze wyposażone zostały w ogródki. Inwestorem była nieistniejąca już spółdzielnia mieszkaniowa "Chrobry".  Na osiedlu Keja znajduje się przystanek autobusowy "Grochowa" dla linii zwykłych i nocnych. Osiedle wybudowało Szczecińskie Przedsiębiorstwo Przemysłowego Espebepe S.A. według projektu Firmy Projektowej J. Nawrocki ze Szczecina.

### Osiedle Klonowe Zacisze
Osiedle znajduje się na Gumieńcach, przy ul. Zuzanny 1-13. Składa się z trzynastu jednorodzinnych domów tworzących zabudowę pojedynczą, bliźniaczą lub szeregową. Domy na osiedlu są dwukondygnacyjne, kryte dachami dwuspadowymi, z użytkowymi poddaszami. Każdy dom wyposażony jest w ogródek i garaż, a jego powierzchnia wynosi od 65 do 170 m kw. Osiedle ma charakter zamknięty. Projekt osiedla stworzyło Federacyjne Biuro Architektoniczne ze Szczecina, a wybudowała je w latach 2009-11 szczecińska spółka TMT. Zarządcą osiedla jest firma Gremius.

### Osiedle Koszarowa-Dziennikarska
Osiedle położone jest przy ulicy Dziennikarskiej nr 1-14 i Koszarowej 1-9 w centrum Dąbia. Osiedle liczy 212 mieszkań i składa się z pięciu trzykondygnacyjnych budynków przy ul. Koszarowej oraz ciągu budynków tworzących południową, zwartą pierzeję ul. Dziennikarskiej - przy czym część budynków przy tej ulicy została zrewitalizowana, a część zbudowana od nowa. Inwestorem osiedla jest szczecińskie Towarzystwo Budownictwa Społecznego "Prawobrzeże". Prace budowlane wykonało w latach 2002–2007 Szczecińskie Przedsiębiorstwo Budownictwa Ogólnego Nr 2, według projektu Biura Architektonicznego Makowski & Sołdek BAMS.

### Osiedle Krakowska
Osiedle powstało w latach 2008-13 na szczecińskich Gumieńcach, przy ul. Barbakan 1-12. Składa się z 9 cztero- lub trzykondygnacyjnych budynków o nowoczesnej architekturze. Łącznie na osiedlu znajduje się 236 mieszkań o powierzchni od 42 do 98 m kw. i liczbie pokoi od 1 do 4. Osiedle jest zamknięte i monitorowane, a budynki wyposażone są w windy, podziemne garaże i przydomowe ogródki. Inwestorem i wykonawcą osiedla była spółka SGI z Warszawy, a projekt architektoniczny stworzyło szczecińskie Federacyjne Biuro Architektoniczne.

### Osiedle Królewicza Kazimierza
Osiedle składa się z jednego, dużego budynku przy ul. Królewicza Kazimierza 1-2e, wybudowanego w latach 2017-19. Budynek ma zróżnicowaną wysokość (od 3 do 9 kondygnacji) i mieści 107 mieszkań oraz lokale użytkowe na parterze. Inwestorem i wykonawcą osiedla była szczecińska firma Siemaszko.

### Osiedle Książąt Pomorskich
Jedno z największych  osiedli mieszkaniowych miasta. Powierzchnia osiedla wynosi ok. 26 ha. Wybudowano na nim 37 budynków (w większości pięciokondygnacyjnych), mieszczących 3571 mieszkań, zamieszkałych przez ok. 10 tysięcy mieszkańców. Osiedle zlokalizowane jest na Niebuszewie, pomiędzy ulicami; ks. Warcisława I, Przyjaciół Żołnierza, Wilczą oraz linią kolejową do Polic na tyłach dworca Szczecin Niebuszewo. Na osiedlu znajduje się kościół Miłosierdzia Bożego oraz Szkoła Podstawowa nr 35 im. Jana Pawła II. Osiedle wybudowane zostało w latach siedemdziesiątych i osiemdziesiątych XX w. według projektu W. Zaborowskiego, a administruje nim Spółdzielnia Mieszkaniowa "Wspólny Dom".

### Osiedle Księcia Warcisława
Osiedle położone jest przy ul. Weneckiej 1-7 na Niebuszewie, a wybudowane zostało w latach 2017-19. W skład osiedla wchodzi jeden budynek dwuklatkowy, czterokondygnacyjny oraz cztery budynki jednoklatkowe trójkondygnacyjne. Budynki mają płaskie dachy, balkony, a mieszkania na parterze posiadają przydomowe ogródki. Osiedle liczy łącznie 88 mieszkań o powierzchni od 42 do 89 m kw. i liczbie pokoi od 2 do 4. Inwestorem osiedla była warszawska spółka SGI, a projekt architektoniczny stworzyła szczecińska firma Orłowski Szymański Architekci.

### Osiedle Ku Słońcu
Duże osiedle mieszkaniowe zlokalizowane przy ul. Kazimierskiej i Ku Słońcu (na terenie dawnych zakładów "Selfa"). Osiedle wybudowane zostało w trzech etapach, w latach 2010-18. Osiedle składa się z pięciu budynków o wysokości pięciu lub sześciu kondygnacji, mieszczących łącznie 760 lokali mieszkalnych (liczba pokoi: 1-5; powierzchnia: 30–116 m kw.) zamieszkałych przez ok. 2400 osób. Cztery z tych budynków o narysie litery "0" posiadają wewnętrzne, prostokątne dziedzińce. Na najwyższych piętrach zaprojektowano apartamenty wyposażone w tarasy. Na osiedlu przewidziano 700 miejsc parkingowych w garażach podziemnych i 100 stanowisk parkingowych naziemnych. Inwestorem osiedla była gdańska spółka Polnord, a generalnymi wykonawcami przedsiębiorstwa Ciroko i Corlux ze Szczecina. Projekt architektoniczny stworzyła Pracownia Projektowa Arco z Gdyni.

### Osiedle Lajkonik
Osiedle położone jest przy ul. Krakowskiej 28-28h na Gumieńcach. Składa się z dziewięciu trójkondygnacyjnych budynków z pochyłymi dachami. Osiedle liczy łącznie 54 mieszkania (po sześć w każdym budynku), o powierzchni 75–106 m kw. i liczbie pokoi od 3 do 5. Mieszkania na parterze posiadają ogródki, a na drugim piętrze antresole. Osiedle jest ogrodzone. Jego nazwa nawiązuje do ulicy przy której się znajduje (Lajkonik kojarzy się z Krakowem). Osiedle jest inwestycją firmy Vastbouw Polska Sp. z o.o., która je wykonała według projektu Jarosława Czarneckiego ze Szczecina.

### Osiedle Lawendowe Wzgórze
Osiedle znajduje się przy ul. Polickiej 34-40a. Składa się z czterech, połączonych łącznikami, trzykondygnacyjnych budynków mieszczących lokale mieszkalne o powierzchni od 30 do 93 m kw. Na osiedlu znajdują się: 73 mieszkania z balkonami, 27 mieszkania z ogródkami, 30 mieszkań z antresolą. Osiedle ma charakter zamknięty i monitorowany. Budowa osiedla rozpoczęła się w 2017. Inwestorem i generalnym wykonawcą jest szczecińska firma Tomaszewicz Development. Projekt osiedla opracowało Biuro Projektowe NeW Architekci ze Szczecina.

### Osiedle Limby
Niewielkie osiedle przy ul. Limby 2, 4, 6 na Warszewie. Składa się z trzech trzykondygnacyjnych budynków, przykrytych dachem dwuspadowym. Mieszkańcy parteru mogą korzystać z przydomowych ogródków, a zamieszkali na wyższych kondygnacjach - z balkonów. Osiedle powstał w latach 2014-16. Jego inwestorem i generalnym wykonawcą była szczecińska firma Siemaszko, a projektantem, również szczecińska, spółka cywilna GPA.

### Osiedle Lisie Pole
Nieoficjalna nazwa osiedla w rejonie ulic: Podbórzańskiej, Dolomitów, Kaskadowej i Morenowej, w północnej części Warszewa. Zabudowę osiedla stanowi ok. 70 domków jednorodzinnych o zróżnicowanej architekturze. Osiedle zajmuje obszar ok. 15 ha, a powstało na początku XX w. Inwestorem osiedla oraz jego zarządcą jest Spółdzielnia Mieszkaniowa "Ster".

### Osiedle Maciejkowe Wzgórze
Osiedle w Szczecinie przy ul. Maciejkowej (nr 18-32), Limby (nr 23-37) i Jaworzynki (2-26) na szczecińskim Warszewie. Osiedle składa się z piętnastu, przeważnie dwuklatkowych, budynków z czterospadowymi dachami. Każdy z domów posiada trzy kondygnacje (najwyższa ma formę poddasza użytkowego). Łącznie na osiedlu znajduje się 229 mieszkań o powierzchni od 38 do 69 m kw. Osiedle powstało w latach 2008-12, a jego inwestorem i generalnym wykonawcą była spółka Vastbouw Polska ze Szczecina. Projekt osiedla opracowała szczecińska firma Jarosław Czarnecki Architekt.

### Osiedle Magnolia Park
Dość duże osiedle, zaprojektowane przez Biuro Architektoniczne DEDECO, powstałe na terenie zlikwidowanej jednostki wojskowej pomiędzy ulicami Wernyhory, S. Klonowica i K. Janickiego. Osiedle zabudowane jest budynkami z 3- i 4-kondygnacyjnymi o wysokim standardzie, z płaskimi dachami. Budowę zakończono w 2008 r. Elewacje zewnętrzne zdobią elementy z granitu i drewna. Osiedle posiada charakter zamknięty i cechuje się dużą ilością zieleni (magnolie, rododendrony, jodły kalifornijskie, lipy). Ozdobą osiedla jest rzeźba –fontanna: "Kobieta z magnoliami" – dzieło Wiesława Domańskiego z Krakowa. Nazwa osiedla nawiązuje do kwiatów magnolii, które są jednym z symboli Szczecina. Urzędowo w granicach Pogodna. Na osiedlu znajdują się łącznie 294 lokale mieszkalne o powierzchni 42–98 m kw. Jest tutaj także kilka dwukondygnacyjnych apartamentów o powierzchni 200 m kw. Inwestorem i generalnym wykonawcą osiedla były szczecińskie spółki: Calbud i Genfer Homes.

### Osiedle Majowe
Duże osiedle położone na prawobrzeżu Szczecina, pomiędzy ulicami Struga i Nałkowskiej oraz Łubinowej i Botanicznej. Osiedle rozpoczęto budować w 1974, jednak największy jego rozwój nastąpił w latach osiemdziesiątych XX w. Powstawały tu wówczas domy liczące 4, 5 lub 12 kondygnacji, wykonane w technologii wielkopłytowej. Osiedle jest sukcesywnie rozbudowywane do dziś, obecnie powstają tu budynki o zróźnicowanej architekturze, kryte skośnymi dachami. Inwestorem osiedla była Spółdzielnia Mieszkaniowa "Dąb", która nim administruje. Budynki wzniosło Szczecińskie Przedsiębiorstwo Budownictwa Ogólnego Nr 2, według projektu opracowanego przez BP-BBO "Miastoprojekt" (główni projektanci: K. Cyrulińska, W. Furmańczyk, W. Jarzynka, A Popiel, J. Prajsnar, A Skoruba, T. Zieliński). Obecnie osiedle liczy ok. 8000 mieszkańców.

### Osiedle Makowe Pola
Osiedle domków jednorodzinnych w zabudowie szeregowej przy ul. Krokusowej i Dzwonkowej (Bukowo). W pierwszym etapie (lata 2008-10) wybudowano 24 domki przy ul Krokusowej, w drugim (lata 2010-12) powstało tyle samo domków przy ul Dzwonkowej. Domy na osiedlu są dwukondygnacyjne (wyższa kondygnacja to poddasze użytkowe), o powierzchni użytkowej ok. 140 m². W każdym z budynków przewidziano 5 pokoi - największy (salon na parterze) ma powierzchnię ponad 25 m². Domy posiadają ogródki (pow. 254–670 m kw.) oraz garaże. Osiedle jest ogrodzone. Osiedle powstało według projektu szczecińskiej firmy Jarosław Czarnecki Architekt, a jego inwestorem i generalnym wykonawcą była również szczecińska firma Vastbouw Polska.

### Osiedle Małe Błonia
Osiedle położone jest przy ul. Małe Błonia, która przylega do ul. Łącznej. Budowane jest etapowo. W pierwszym etapie zrealizowanym w latach 2010-12 powstało 7 trzykondygnacyjnych budynków przy ul. Małe Błonia 1-19, mieszczących 153 mieszkania o powierzchni od 31 do120 m kw.. W drugim etapie (lata: 2014-16) powstało 5 budynków (o numerach 23-31) z 72 lokalami mieszkaniowymi, o powierzchni od 38 do 84 m. kw. Mieszkający na parterze mogą korzystać z przydomowych ogródków, a zamieszkali na ostatnim piętrze - z antresol na użytkowym poddaszu. Inwestorem osiedla była warszawska spółka developerska BBI Development SA. Projekt architektoniczny osiedla (II etap) powstał w szczecińskiej Autorskiej Pracowni Architektury "Studio PZ", a generalnym wykonawcą była warszawska firma Erbud S.A.

### Osiedle Mickiewicza
Osiedle składające się głównie z odbudowanych przez Szczecińską Spółdzielnie Mieszkaniową po II wojnie światowej budynków na terenie Pogodna. Obecnie do SSM należy 79 budynków przy takich ulicach jak: Brodzińskiego, Jana Styki, Ratajczaka, Włodkowica, Żwirki i Wigury, Reduty Ordona, Witkiewicza, Wandy, Okrzei, Gorkiego, Juranda, Konopnickiej oraz ulica Mickiewicza, od której wywodzi się nazwa osiedla.

### Osiedle Mieszka I
W skład Osiedla Mieszka I-go wchodzą 3 dwunastokondygnacyjne wieżowce oraz 8 pięciokondygnacyjnych budynków, zlokalizowanych przy zbiegu ulic: Mieszka I-go oraz Powstańców Wielkopolskich. Urzędowo należy do osiedla Pomorzany. Wieżowce powstały w latach siedemdziesiątych, a niższe budynki w połowie lat sześćdziesiątych XX w. Osiedle wybudowała i nim administruje Spółdzielnia Mieszkaniowa "Kolejarz".

### Osiedle Miodowa Gubałówka
Niewielkie osiedle przy ul. Miodowej 133 a-d, składające się z czterech dwukondygnacyjnych, dwulokalowych domów. Powierzchnia każdego z mieszkań wynosi 212 m kw., mieszkania posiadają dwustanowiskowe garaże i duże ogródki o powierzchni 211–350 m kw. Osiedle jest ogrodzone, a wybudowane zostało w latach 2017-20.

### Osiedle Miodowe
Osiedle położone jest przy ul Miodowej i budowane było w dwóch etapach. W pierwszym etapie wybudowano 25 lokali mieszkalnych w zabudowie wolnostojącej lub bliźniaczej przy ul. Miodowej 84-88g. Budynki są niepodpiwniczone, z poddaszami użytkowymi. Budowę tego etapu zakończono w 2003 r. Drugi etap obejmował wybudowanie 15 budynków typu "bliźniak" z 30 lokalami w latach 2009-11 przy ul. Miodowej 113-117A. Developerem i generalnym wykonawcą osiedla była spółka Vastbouw Polska ze Szczecina, a jego projektantem szczecińskie firmy: Pracownia Projektowa "Portal" Maciej Zombirt (etap I), Jarosław Czarnecki Architekt (etap II). Oba osiedla mają charakter zamknięty.

### Osiedle Miodowe Ogrody
Niewielkie osiedle powstałe w latach 2004-06 przy ul. Pszczelnej 4-4f na Niebuszewie. Osiedle składa się z jednego, pięciokondygnacyjnego budynku mieszczącego 85 mieszkań i apartamentów (w tym dwupoziomowe). Każde mieszkanie posiada balkon lub loggie, a te na parterze dysponują przydomowymi ogródkami. W osiedle zainwestowała i wykonała firma Mak Dom Holding z Piaseczna. Projekt stworzyła pracownia AG Projekt Anna Gaweł sp. z o.o. ze Szczecina.

### Osiedle Modra
Osiedle, liczące 123 mieszkania, zlokalizowane jest na Bezrzeczu, po północnej stronie ul. Modrej (numery: 82-104). Zabudowa składa się z siedmiu budynków dwu- i trzykondygnacyjnych, posiadających poddasza użytkowe. Mieszkania na parterze (o powierzchni 70 m kw.) posiadają po trzy pokoje oraz przydomowe ogródki. Na pierwszym piętrze zlokalizowano mieszkania o powierzchni 110 m kw., dwupoziomowe, z pięcioma pokojami i balkonami. Każde z mieszkań, zarówno na parterze, jaki na I piętrze posiada osobne wejście z zewnątrz. Inwestycja została zakończona w 2008 r. Inwestorem była spółka "Osiedle Modra" z Sopotu, generalnym wykonawcą spółka Eurostar ze Stargardu, a projekt architektoniczny stworzyło "B-Studio" ze Szczecina.

### Osiedle Morena
Osiedle położone we wschodniej części Osowa, przy ulicach: Obłoków 1-67 i Niebiańskiej 6a-47. Zabudowa składa się z 50 domów jednorodzinnych, 8 bliźniaków i 6 budynków w zabudowie szeregowej. Wszystkie domy są dwukondygnacyjne, przykryte dachami skośnymi, posiadają garaże i ogródki. Inwestorem i generalnym wykonawcą tego, wybudowanego w latach 2004-08, osiedla była szczecińska spółka Status Dom. Projekt stworzyło JBP Studio Architektoniczne ze Szczecina.

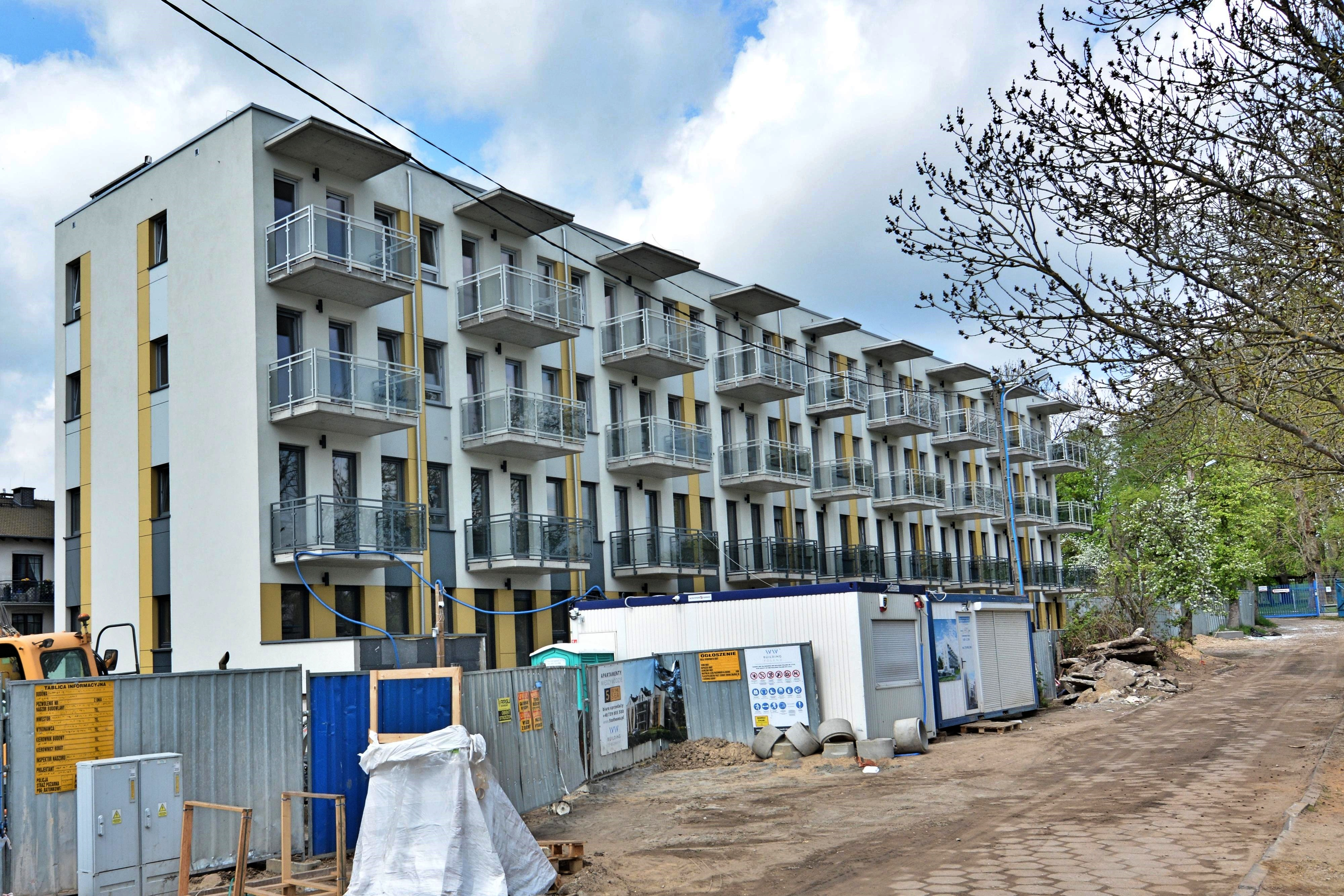

### Osiedle Morenowe Wzgórze
Osiedle składa się z jednego budynku zbudowanego w latach 2019-21 przy ul. Poznańskiej 3b, 3c. Budynek ma cztery kondygnacje, przykryty jest płaskim dachem i posiada wewnętrzny dziedziniec (patio). W budynku zaplanowano 48 mieszkań o powierzchni od 28 do 96 m kw. Każde z mieszkań posiada balkon lub taras, a niektóre z nich są dwupoziomowe. Inwestorem osiedla jest poznańska spółka Fundusz Mieszkaniowo Handlowy, która powierzyła zaprojektowanie osiedla szczecińskiej firmie CTRL PLUS Architekci Piotr Zawadzki, a jego wykonanie zleciła spółce WW Building Poland z Grybowa.

### Osiedle Na Górce
Wybudowane w latach 2005-07 osiedle mieszkaniowe przy ulicy Strzeleckiej 3a, 5a-h i ul. 5 Lipca 25, 27, 27a-c. Składa się z czterech budynków 3-5-kondygnacyjnych, w których znalazło się 195 mieszkań o powierzchni od 35 do 74 m kwadratowych oraz jeden lokal usługowy. Budynki kryte są dachami dwuspadowymi i architektonicznie nawiązują do sąsiadującej zabudowy. Łączna powierzchnia budynków wynosi 10.327, 53 m. kw. Inwestorem osiedla było Szczecińskie Towarzystwo Budownictwa Społecznego. Projekt architektoniczny stworzyło Studio A4 ze Szczecina, a osiedle wzniosła firma Polimex-Mostostal z Warszawy. Osiedle administracyjnie położone jest na Turzynie.

### Osiedle Na Skarpie
Osiedle położone w obrębie ulic: S. H. Lubomirskiego, ciągu S. Staszica - ks. Salomei oraz Wyzwolenia. Główną ulicą osiedla jest Odzieżowa, przy której znajdowały się znane niegdyś zakłady odzieżowe Dana. W zabudowie przeważają długie budynki pięciokondygnacyjne (jeden z nich ma aż 10 klatek schodowych) oraz dziesięciokondygnacyjne punktowce. Osiedle zrealizowano w latach 60. i 70. XX w., według projektu W. Zaborowskiego, L. Kędzierskiego, i  I. Bidermana. W latach 2000–05 budynki zostały ocieplone i na nowo otynkowane. Osiedle zamieszkuje ok. 3500 osób. Urzędowo w granicach osiedla Śródmieście-Północ.

### Osiedle Nad Doliną Siedmiu Młynów
Osiedle położone jest po zachodniej stronie ul. Podbórzańskiej na jej północnym fragmencie (pod lasem). Zabudowa zlokalizowana jest przy ulicach Himalajskiej, Andyjskiej, Pirenejskiej, Alpejskiej, Rybiego Potoku i Miodowej (fragment). Rozpoczęcie inwestycji nastąpiło w 2004 r. - zakończenie w 2010. Łączna powierzchnia osiedla wynosi ponad 14 ha, a składa się nań 200 domów jednorodzinnych. Jak podaje developer i generalny wykonawca (firma Vast Bouw), jest to jedno z największych w Polsce osiedli domków jednorodzinnych. Osiedle zabudowane jest domami bliźniakami o pow. użytkowej 2 x 138 m² oraz kilkoma typami domów jednorodzinnych w zabudowie wolnostojącej o pow. użytkowej: 159, 162 lub 244 m². Projekt architektoniczny osiedla stworzyła szczecińska firma Jarosław Czarnecki Architekt.

### Osiedle Nad Płonią
Osiedle zlokalizowane jest w Dąbiu, po południowej stronie ul. Koszarowej (nr 24-33). Na osiedlu pobudowano w latach 2014-20 dziesięć trzykondygnacyjnych budynków. Mieści się w nich łącznie 120 mieszkań (z jednym, dwoma lub trzema pokojami) o powierzchni 32, 46 lub 65 m kw. Mieszkania na parterze posiadają przydomowe ogródki, a położone na wyższych kondygnacjach – balkony. Mieszkania – zgodnie z życzeniem inwestora – Towarzystwa Budownictwa Społecznego Prawobrzeże – zostały wykonane w standardzie "pod klucz". Przy wznoszeniu osiedla zatrudnione były szczecińskie firmy budowlane: Ciroko, Bis, HD Construction. Projekt architektoniczny osiedla stworzyły, również szczecińskie, biura projektowe: Arch+ Bernadeta Jastrzębska, Archidea Anna Płatek.

### Osiedle Nad Rudzianką
Duże osiedle położone na terenie Klęskowa, a obecnie wchodzące w skład administracyjnego osiedla Bukowe-Klęskowo. Znajduje się ono pomiędzy ulicami: Chłopską, Dąbską, autostradą A6/E28 i starotorzem linii kolejowej do Starego Czarnowa. Główne ulice osiedla: Swojska, Romantyczna, Gwarna, Nowy Zjazd, Nastrojowa, Nad Rudzianką. Nazwa osiedla pochodzi od przepływającego zachodnim krańcem osiedla strumienia Rudzianka. Wznoszenie pierwszych budynków rozpoczęto w 1992 r. przy ul. Swojskiej 5-25. W 2020 r. łączna liczba mieszkań na osiedlu wynosiła 703. Przewidywany jest dalszy rozwój osiedla w kierunku wschodnim (czyli Kijewa). Inwestorem osiedla jest Spółdzielnia Mieszkaniowa "Dąb", która zleciła opracowanie projektu szczecińskiemu Biuru Projektów "Projekt" Marian Michniewicz. Prace wykonawcze przy budowie osiedla powierzone zostały firmie Lechbud Sp. z o.o. ze Szczecina.

### Osiedle Nad Stawem
Osiedle znajduje się w rozwidleniu ulic Duńskiej (nr 80-114) i Złotowskiej (nr 90-104), przy niewielkim Czarnym Stawie (staw jest sztucznie powstałym zbiornikiem wodnym, pozostałością po dawnej cegielni). Osiedle składa się z sześciu czterokondygnacyjnych, wieloklatkowych budynków o zróźnicowanym narysie. Budynki przykryte są mansardowymi dachami, a niektóre ich fragmenty dachami hełmowymi namiotowymi. Osiedle wybudowane zostało w latach 2006-12 przez szczecińską firmę developersko-budowlaną Siemaszko, według projektu architektonicznego szczecińskich firm: Gniewosz-Puchalski Architekci (budynek Złotowska 96-97), Pracownia Projektowa Format (pozostałe budynki).

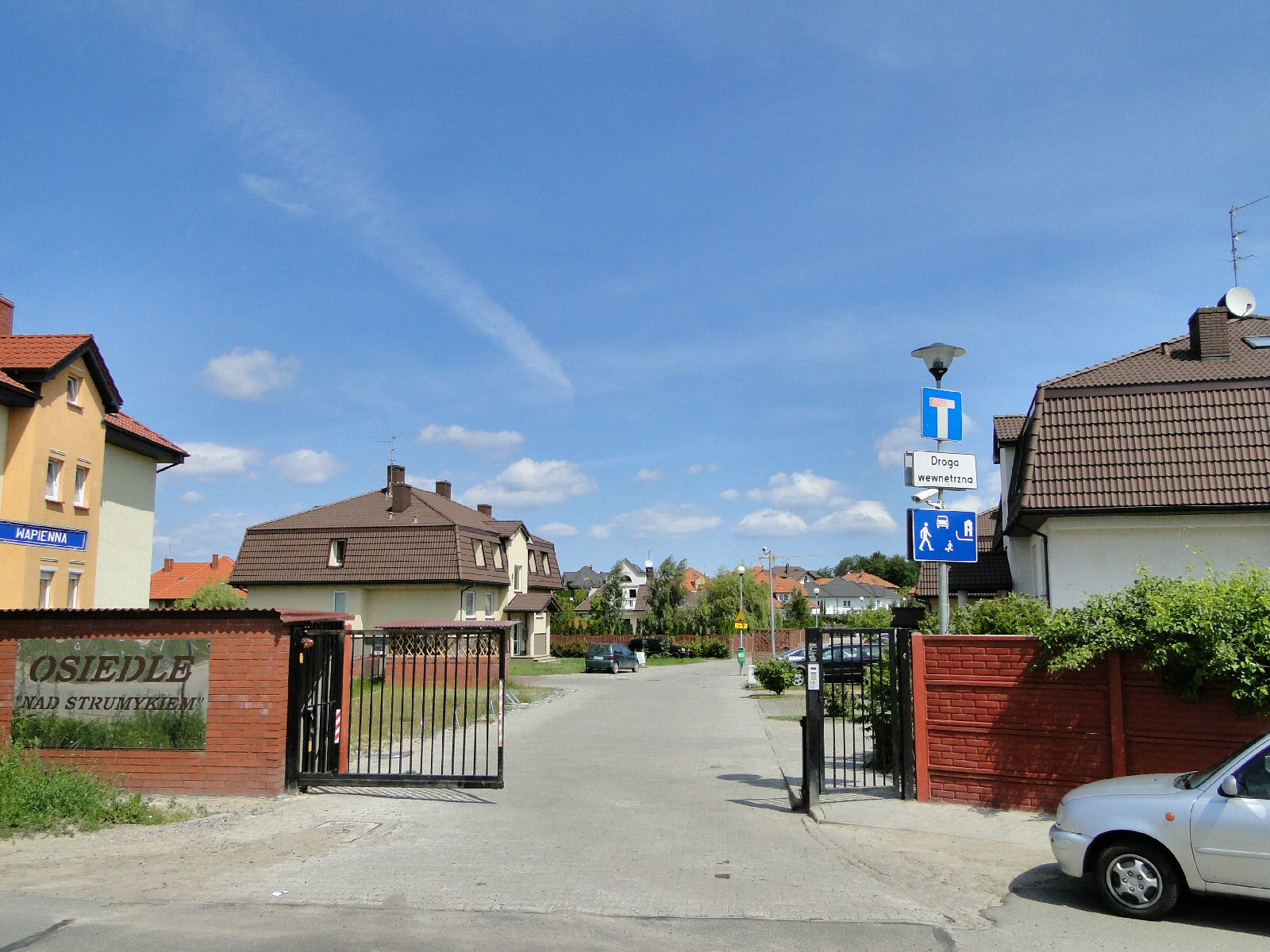

### Osiedle Nad Strumykiem
Osiedle składa się z dwóch części położonych na Warszewie. Obie części osiedla powstawały równocześnie w latach 2004-09. Są one ogrodzone i monitorowane. Charakterystyczną cechą osiedla jest duże zróźnicowanie zabudowy, zarówno pod względem wielkości powstałych tam budynków jak i ich wyglądu (architektury). Nazwa osiedla pochodzi od strumienia wpadającego w okolicy ul. Fińskiej do rzeczki Warszewiec.
Osiedle nad Strumykiem I wybudowane zostało przy ulicach: Pegaza, Delfina, Feniksa. Składa się z 83 domów jedno-, cztero, lub sześciorodzinnych z ogródkami i garażami.
Osiedle nad Strumykiem II położone jest przy ul. Calineczki, Królowej Śniegu, Świętego Mikołaja i składa się z 62 domów jednorodzinnych w zabudowie wolnostojącej (pow. 170–213 m kw.) lub bliźniaczej (ok. 137 m kw.). Inwestorem i wykonawcą osiedla była szczecińska firma Soko-Developer D&W Kowalewscy, a zaprojektowała je Pracownia Projektowa Kwadrat Wojciech Pawłowski ze Szczecina.

### Osiedle Nastrojowa Zakątek
Osiedle znajduje się na prawobrzeżu Szczecina, na wschodnim krańcu Osiedla nad Rudzianką, przy ul. Nastrojowej. W pierwszym etapie budowy osiedla (lata: 2018-20) powstało sześć budynków przy ul.  Nastrojowej 8-26, liczących po cztery kondygnacje. Budynki wyposażone są w windy. W domach tych mieści się łącznie 108 mieszkań dwu-, trzy- lub czteropokojowych, o powierzchni od 36 do 85 m kw. W drugim etapie, którego zakończenie planowane jest na 2021 rok, powstaną dwa czterokondygnacyjne budynki przy ul. Nastrojowej 9, 11, 13 mieszczące mieszkania o powierzchni od 37 do 84 m kw. Inwestorem i wykonawcą osiedla jest Spółdzielnia Mieszkaniowa "Dąb".

### Osiedle Natural Park
Osiedle mieści się na Warszewie, przy ulicach: Jaworzynki (nr 1-11),  Limby (1-11) i Maciejkowej (2-8). Zostało wybudowane w latach 2013-18. Osiedle tworzy dziesięć budynków trzykondygnacyjnych, mieszczących łącznie 150 mieszkań o powierzchni od 52 do 71 m kw. (niektóre z mieszkań są dwupoziomowe z antresolą). Domy na osiedlu kryte są dachami czterospadowymi i posiadają jedną lub dwie klatki schodowe. Inwestorem i głównym wykonawcą osiedla był Vastbouw Polska Sp. z o.o. (Szczecin), a projektantem szczecińska firma Jarosław Czarnecki Architekt.

### Osiedle Nautica
Osiedle Nautica - zespół czterech budynków mieszkalnych położonych  przy ul. Raginisa (nr 9-23) – przy skrzyżowaniu  ulic  Gontyny i  Emilii Plater. Osiedle składa się z wybudowanego w latach 2011-14, budynku o zróźnicowanej wysokości (6-11 kondygnacji), mającego 136 lokale mieszkalne o powierzchni od 37 do 97 m kw., dwóch  dwunastokondygnacyjnych budynków powstałych w latach: 2014-16 oraz 2016-17, liczących po  siedemdziesiąt kilka mieszkań, oraz wzniesionego w latach 2017-18 pięciokondygnacyjnego budynku z 31 mieszkaniami. Każde z mieszkań na osiedlu wyposażone zostało w taras, balkon lub loggie. Budynki posiadają dwukondygnacyjne hale garażowe w podziemiach. Inwestorem osiedla jest warszawska spółka SGI, która powierzyła jego wybudowanie szczecińskiej  firmie Indomex Sp. z o.o. Projekt architektoniczny osiedla stworzyły szczecińskie biura projektowe: Studio Architektoniczne Sietnicki, Mellon Architekci.

### Osiedle Niedźwiedzia
Osiedle wybudowane zostało w latach 2010-12 przy ul. Niedźwiedziej 10-17 (Szczecin Kijewo). Składa się z czterech budynków liczących po 5 kondygnacji. Łącznie osiedle liczy 164 lokale mieszkalne, o powierzchni od 42 do 86 m kw. Na parterach budynków zlokalizowano 12 lokali handlowo-usługowych. Mieszkania wyposażone są w balkony lub loggie, a te na parterze - w przydomowe ogródki. Inwestorem osiedla był Mak Dom Holding z Piaseczna. Osiedle wybudowała firma MDI S.A. z Warszawy, według projektu architektonicznego szczecińskiej Wytwórni Planów Czarnecki Lisewski Architekci.

### Osiedle North Garden
Osiedle znajduje się na Stołczynie, przy ul. Polickiej 4-6a (róg ul. Doroty). Składa się z sześciu jednoklatkowych, trójkondygnacyjnych budynków z płaskimi dachami, na których zlokalizowano rozległe tarasy przynależne do znajdujących się poniżej mieszkań. Elewacje budynków wzbogacają elementy z drewna, szkła i metalu. Na osiedlu zaplanowano 48 mieszkań o powierzchni 36–80 m kw., liczących 2, 3 lub 4 pokoje. Osiedle jest zamknięte i monitorowane. Developerem i wykonawcą osiedla była szczecińska firma Tomaszewicz Development, a projekt architektoniczny opracowała firma WizArt Studio Piotr Bujnowski ze Stargardu.

### Osiedle Nowa Cukrownia
Duża inwestycja mieszkaniowa  przy skrzyżowaniu ulic: Cukrowej i Krygiera - na terenie dawnej Cukrowni Szczecin (budynki na osiedlu przynależą do nowo wytyczonej ul. Eugeniusza Kwiatkowskiego). Od 2015 roku inwestor - spółka Alsecco Deweloper - wznosi na terenie 11 ha osiedle szesnastu czterokondygnacyjnych domów z płaskimi dachami. Powstanie tu także budynek biurowy "Cukrowa Office" o pow. 10.000 m², hotel, oraz parkingowiec. Na cele mieszkaniowe, po gruntowej modernizacji, zostanie wykorzystana także stara zabudowa.  Do zalet osiedla projektanci zaliczają luźną, niewysoką zabudowę (odległości między budynkami wynoszą od 25 do 50 m), wyposażenie każdego mieszkania w balkon lub ogródek, zróżnicowaną powierzchnię lokali mieszkalnych (od 26 do 89 m²). Po zakończeniu budowy osiedle będzie liczyć 1188 mieszkań. Projekt osiedla wykonała firma: MMA Marta Miller Architekci ze Szczecina.

### Osiedle Nowe Forty
Duże osiedle mieszkaniowe (ogólna powierzchnia osiedla - 3,5 ha), położone przy ul. Kusocińskiego (nr 2-28) i Głowackiego (7-29), na terenie osiedla administracyjnego Nowe Miasto Niegdyś znajdował się tutaj Fort Prusy. Osiedle składa się z sześciu pięcio- lub sześciokondygnacyjnych budynków krytych płaskimi dachami. Powierzchnia całkowita zabudowy wynosi 102400 m². Na osiedlu znajdują się 674 lokale mieszkalne oraz 32 lokale handlowo-usługowe. Budowę osiedla rozpoczęto w lutym 2013 roku, zakończenie budowy planowane jest na koniec 2021 r. Koncepcję architektoniczną osiedla opracowała Pracownia Projektowa Format ze Szczecina, a inwestorem i generalnym wykonawcą jest szczecińska firma Siemaszko.

### Osiedle Oliwkowe
Osiedle zostało wybudowane w latach 2002-03 przy ul. Maksymiliana Golisza 25-43 (róg Oliwkowej). Administracyjnie wchodzi w skład osiedla Żelechowa. Od strony południowej i zachodniej z Osiedlem Oliwkowym sąsiaduje Park Brodowski i Park Orderu Uśmiechu. Osiedle składa się z jednego, długiego, pięciokondygnacyjnego budynku pobudowanego na planie litery "L". Są w nim 92 mieszkania, 4 lokale komercyjne oraz 2 garaże podziemne. Całkowita powierzchnia użytkowa budynku to 7 628,01 m², w tym 1 858,43 m² to powierzchnia garaży. Na terenie Osiedla znajduje się parking dla około 25 samochodów. Inwestorem osiedla był Mak Dom Holding S.A. z Piaseczna. Projekt architektoniczny stworzyła szczecińska firma AG Projekt Anna Gaweł.

### Osiedle Orczykowa
Budowę osiedla przy ul. Orczykowej (boczna od ul. Nehringa) rozpoczęła w 2014 r. firma PHU Robert Paduch. Powstały trzy budynki, a budowa pozostałych dwóch - ze względów finansowych - została wstrzymana (stan na październik 2020 r.). W 2018 budowę domów na tej ulicy rozpoczęła firma PJ Construction ze Szczecina. Plany przewidują wybudowanie 11 trzykondygnacyjnych budynków. Znajdzie się w nich 118 dwu- i trzypokojowych mieszkań o powierzchni od 35 do 93 m kw. (niektóre z nich będą dwupoziomowe). Budynki będą wyposażone w balkony i przydomowe ogródki oraz podziemne garaże. Osiedle jest w fazie budowy (w październiku 2020 jeden dom był ukończony, a dwa znajdowały się w fazie realizacji).

### Osiedle Ornament
Osiedle wybudowane zostało przy Rondzie Szyrockiego, pomiędzy al. Powstańców Wielkopolskich, a ul. Dąbrowskiego. Budynki na tym osiedlu przynależą do nowo powstałej ulicy Powstańców Śląskich. Inwestor: White Stone Development z Warszawy wybudował to osiedle w latach 2015-2020, według projektu pracowni City Architekci ze Szczecina. Pracę budowlane wykonała firma Primę Construction. Osiedle zabudowane zostało siedmioma budynkami o zróżnicowanej wysokości (od 4 do 8 kondygnacji) zawierającymi łącznie 401 mieszkań o powierzchni od 24 do 110 m kw. (liczba pokoi waha się od 1 do 4). Każde z nich posiada balkon, taras lub ogródek.

### Osiedle Osówka
Osiedle położone jest na Osowie, przy ulicach: Tadeusza Piotrowskiego i Koziego Wierchu i Miodowej (nr 178-192). Inwestor i generalny wykonawca - spółka Vastbouw Polska ze Szczecina wybudowała to, liczące 100 lokale mieszkalne, osiedle w latach 2011-18. Na osiedlu dominują domki jednorodzinne, dwukondygnacyjne, w zabudowie bliźniaczej. Jest też 11 domów czterorodzinnych. Osiedle zaprojektowała firma Jarosław Czarnecki Architekt.

### Osiedle Ostoi-Zagórskiego
Osiedle znajduje się przy ulicy o tej samej nazwie (nr parzyste od 154 do 168) na szczecińskim Warszewie. Jego budowę rozpoczęto w 2018, a zakończenie planowane jest na połowę 2022 roku. Osiedle składać się będzie z czterech dwuklatkowych, trójkondygnacyjnych budynków zbudowanych na planie litery "L". Mieszkania na osiedlu (łącznie ok. 100) będą miały 2, 3 lub 4 pokoje, a ich powierzchnia będzie wynosić od 44 do 87 m kw. Inwestorem osiedla jest Mak Dom Holding z Piaseczna, a projekt jego zabudowy stworzyła Pracownia Projektowa Portal ze Szczecina.

### Osiedle Panorama
Osiedle domków jedno-, dwu- i czterorodzinnych, znajdujące się przy ulicy Zapiecek w Podjuchach. Teren, na którym powstało osiedle jest mocno pofałdowany (różnice wysokości dochodzą do 30 m). Położenie osiedla na wysokim, nadodrzańskim wzniesieniu ma zapewnić rozległe  widoki na Szczecin, rozlewiska Odry i Puszczę Bukową (stąd nazwa osiedla). Deweloperem i wykonawcą tego, zbudowanego w latach 2011-12, osiedla jest szczecińskie Przedsiębiorstwo Budowlane Stanbud Jerzy Jagodziński.

### Osiedle Panoramika
Duże osiedle mieszkaniowe położone przy ul. Panoramicznej (boczna od ul. Krasińskiego). W pierwszym etapie budowy (lata 2010-12) powstały dwa sześciokondygnacyjne budynki wzdłuż ul. Krasińskiego z 82 lokalami mieszkalnymi. W następnych etapach wybudowano dwa duże 8-9 kondygnacyjne budynki na planie litery "C" (w każdym z nich jest ponad 200 mieszkań). Ostatni etap budowy, który zakończy się w 2021 r. przewiduje wybudowanie budynku 5-7 kondygnacyjnego z 76 mieszkaniami.  Łącznie osiedle liczyć będzie 613 lokali mieszkalnych o powierzchni od 25 do 105 m kw., mających 1, 2, 3 lub 4 pokoje. Osiedle zaprojektowała pracownia architektoniczna Studio AG Szykuć & Architekci ze Szczecina, wykonawcami były firmy "Warbud" i "Mostostal" z Warszawy, a deweloperem warszawska  spółka Ronson Development Managment.

### Osiedle Park Brodowski
Osiedle tworzą dwa budynki położone przy ul. Mańkowskiego 19-19f (w pobliżu Parku Brodowskiego) i połączone ze sobą wysoką przeszkloną bramą zwieńczoną tarasem. Trzykondygnacyjne budynki, ze spadzistymi dachami, mieszczą łącznie 33 mieszkania z 3 lub 4 pokojami (powierzchnia mieszkań wynosi od 62 do 130 m kw.). Każde z mieszkań wyposażone zostało w balkon, taras lub przydomowy ogródek. Niektóre z mieszkań posiadają antresole. Elewacje budynków urozmaicają powierzchnie wyłożone cegłą klinkierową i drewnem. Inwestorem i wykonawcą osiedla był Mak Dom Holding z Piaseczna, a projekt architektoniczny stworzyła pracownia AG-Projekt Anna Gaweł ze Szczecina.

### Osiedle Park Leśny
Osiedle położone jest przy ul. Batalionów Chłopskich, pomiędzy ulicami: Kopalnianą (prowadzi nad Jezioro Szmaragdowe) i Grabową. Składa się z trzech trójkondygnacyjnych budynków: dwóch na planie litery: "C" i jednego na planie litery "E". Osiedle wybudowane zostało w latach: 2010-2013. Jego projekt powstał w stargardzkiej pracowni WizArt Studio Piotr Bujnowski. Inwestorem była spółka Alsecco Deweloper ze Szczecina. Osiedle składa się ze 192 lokali mieszkalnych (z ogródkami lub balkonami), o powierzchni od 28 do 65 m kw.

### Osiedle Park Ostrowska
Osiedle położone jest przy ul. Ostrowskiej (stąd nazwa) na szczecińskim Żelechowie. Realizacja tego dość dużego osiedla - liczącego 625 lokali mieszkalnych (2020 r.) rozpoczęła się w 2010 r. i została podzielona na kilka etapów. W pierwszym z nich dokonano gruntownego remontu okazałego budynku z początku XX w. (tzw. "pałacu"). Kolejne etapy (w 2020 r. zakończył się etap IV) obejmowały budowę dwunastu nowych budynków mieszkalnych liczących trzy lub cztery kondygnacje. W planach jest dalsza rozbudowa osiedla.
Pierwotnym inwestorem osiedla była spółka Realkapital Szczecin która przeprowadziła pierwszy (remont "pałacu") i drugi (nowe budynki przy ul. Ostrowskiej 20, 22, 36,38, 40) etap inwestycji. Inwestorem III etapu (Ostrowska 44, 46, 48, 50) była spółka celowa: UMA Poland 1 Sp. z o.o., a czwartego (Ostrowska 52, 54, 56) – UMA 4 Poland Sp. z o.o.
Wykonawcy osiedla: Realkapital Szczecin (etap I i II), WW Building Poland z Grybowa (etap III), ILHO PL S.A. z Warszawy (etap IV).
Projektanci: Atelier 7 Architektura Marcin Gnich (Warszawa) – etap I i II, Semren&Mansson (Szwecjia) – etap III i IV.

### Osiedle Pelikana
Osiedle składa się z dwóch domów przy ul. Pelikana 19-25 na Warszewie. Domy posiadają po trzy kondygnacje, przykryte są dachami dwuspadowymi i mieszczą łącznie 48 lokali mieszkalnych. Osiedle zostało zbudowane w latach 2015-16 przez Mak Dom Holding S.A. (inwestor i generalny wykonawca), według projektu Pracowni Projektowej "Portal" ze Szczecina.

### Osiedle Piastowskie
Budowę tego dużego osiedla rozpoczęto w połowie lat sześćdziesiątych XX w., a zakończono w następnej dekadzie. Zabudowa osiedla obejmuje 44 budynki wzniesione przeważnie w technologii wielkopłytowej, w tym 23 wieżowce i 21 budynki nisko kondygnacyjne Znajduje się w nich 3984 lokali mieszkalnych z ok. 6 tysiącami mieszkańców. Osiedle zlokalizowane jest w rejonie ulic: Ofiar Oświęcimia, Królewicza Kazimierza, Rynkowej, Marcina, Dembowskiego, Cegielskiego i Cyryla i Metodego na terenie określanym najczęściej jako "Niecka Niebuszewska". Osiedle zajmuje ok. 15 ha powierzchni (w tym 9 ha to tereny zielone). Infrastrukturę handlowo-usługową osiedla tworzą 104 lokale użytkowye. Osiedlem administruje Spółdzielnia Mieszkaniowa "Wspólny Dom". Głównym projektantem osiedla był Tadeusz. Blicharski.
.

### Osiedle Piastów
Budowę osiedla rozpoczęto w 2017 r. na półtorahektarowej działce położonej przy al. Piastów (nr 20-32a, 40c) – w pobliżu skrzyżowania z ul. Dąbrowskiego. Na osiedle składa się osiem trzy- i czteropiętrowych budynków, w których znajduje się łącznie 300 mieszkań jedno- i dwupoziomowych o łącznej powierzchni użytkowej 3000 m kw. (powierzchnia poszczególnych mieszkań waha się od 29 do 95 m kw.) Wszystkie mieszkania posiadają tarasy lub balkony, a każdy budynek wyposażony został w windę. Inwestorem i generalnym wykonawcą osiedla jest szczecińska firma Siemaszko.

### Osiedle Pionierów
Osiedle powstało przy ul. Sowińskiego i Potulickiej, na terenie dawnego stadionu Kolejowego Klubu Sportowego "Pionier" (stąd nazwa osiedla). By funkcja sportowa tego miejsca nie uległa zmianie, inwestor został zobowiązany przez władze miasta do wybudowania zespołu boisk sportowych. Tak też się stało, i w 2008 r. oddano do użytku kompleks sportowy o powierzchni ok. 1 ha umożliwiający grę w piłkę nożną, ręczną, koszykówkę, siatkówkę i tenisa ziemnego. Budowę osiedla rozpoczęto w czerwcu 2008 r. W pierwszym etapie inwestycji (lata 2008-13) wybudowano cztery budynki mieszkalne przy ul. Sowińskiego 72-74f, liczące po pięć kondygnacji, kryte dachem dwuspadowym, połączone dwukondygnacyjnymi łącznikami - z prześwitem na poziomie parteru. Na osiedlu w I etapie powstało 263 mieszkań o metrażu od 30 do 109 m².
W drugim etapie budowy osiedla (lata 2014-19), przy ul. Potulickiej 20c-20k wybudowano 6 budynków, liczących od 6 do 8 kondygnacji i mieszczących łącznie 304 lokale mieszkalne o powierzchni od 32 do 67 m kw. Budynki cechują się prostym, prostopadłościennym kształtem.
Osiedle jest ogrodzone, monitorowane i całodobowo strzeżone.
Inwestorzy osiedla: Rezydent S.A. (Warszawa) – etap I; Sowińskiego 72 Sp. z o.o. (spółka celowa firmy Rezydent S.A.) – etap ||. Generalni wykonawcy: Indomex Sp. z o.o. (Szczecin) – etap I; Sowińskiego 72 Sp. z o.o. - etap II. Projekt architektoniczny: Dedeco Sp. z o.o. (Szczecin) – etap I, Architektura Ryszard Długopolski (Szczecin) – etap II.

### Osiedle Pistacjowe
Osiedle Pistacjowe budowane było w latach 2012-20, w czterech etapach, przy ul. Pistacjowej i Migdałowej w szczecińskich Zdrojach. W I etapie wybudowano dwa domy jednorodzinne wolnostojące, w II etapie - sześć domów jednorodzinnych  w zabudowie bliźniaczej, w III etapie - 20 budynków w zabudowie wolnostojącej i bliźniaczej, zaś w IV - 15 budynków w zabudowie wolnostojącej i bliźniaczej. Domy na tym osiedlu mają powierzchnię od 135 do 150 m kw., są dwukondygnacyjne (wraz z poddaszem), niepodpiwniczone, kryte dachem spadzistym, posiadają garaże i ogródki. Inwestorem i wykonawcą osiedla był Baltic Group Biełus, Kaliszewska, Kołodziejska (Szczecin).

### Osiedle Podbórzańska
W ramach I etapu budowy osiedla, w latach 2011-19, powstało 9 trzykondygnacyjnych, dwuklatkowych, krytych dachem czterospadowym  budynków mieszczących 294 mieszkań o powierzchni od 53 do 89 m kw. przy ul. Maciejkowej 34-68 u zbiegu Podbórzańskiej. W II etapie zrealizowanym  w latach 2016-19 powstały trzy budynki trzykondygnacyjne przy ul. Limby 12-28 liczące ogółem 191 mieszkań. Mieszkania posiadają od 1 do 4 pokoi, wyposażone zostały w ogródki, balkony lub tarasy. Niektóre z mieszkań są dwupoziomowe (posiadają antresolę).  Osiedle stworzyły szczecińskie spółki: Noraco (inwestor), Czwórka SPBO (generalny wykonawca), Dedeco (projekt architektoniczny).

### Osiedle Podbórzańska Przystań
Niewielkie osiedle mieszkaniowe przy ul. Maciejkowej 33-39 na Warszewie. Wybudowane zostało w latach 2011-12. Składa się z 90 mieszkań o powierzchni od 40 do 122 m kw., zlokalizowanych w dwóch trzy- i czteokondygnacyjnych budynkach. Mieszkania na parterze posiadają ogródki, a położone na wyższych kondygnacjach - balkony. Część mieszkań jest dwupoziomowa. Inwestorem była firma Soft Elektronik ze Szczecina, a projekt osiedla wykonało szczecińskie biuro architektoniczne - Wolski + Architekci Rafał Wolski. Osiedle wybudowała firma Tembud Bis Szut.

### Osiedle Pod Gwiazdami
Budowę tego osiedla, o powierzchni 1,6 ha, rozpoczęto w 2015 r. przy ul. Sosabowskiego 2-20. W październiku  2020 osiedle było w końcowej fazie budowy - do wykonania pozostał jeden budynek. Docelowo osiedle składać się będzie z 6 pięciokondygnacyjnych budynków z windami, mieszczących łącznie 320 mieszkań o powierzchni od 34 do 90 m kw. i wyposażonych w balkony, tarasy lub ogródki. Niektóre pomieszczenia na parterze przeznaczone zostały na lokale handlowo-usługowe. Na terenie osiedla udało się zachować fragmenty starego drzewostanu. Inwestorem i generalnym wykonawcą osiedla jest szczecińska firma Siemaszko. Projekt architektoniczny stworzyło Federacyjne Biuro Architektoniczne ze Szczecina.

### Osiedle Pod Kasztanami I i II
Osiedle położone jest wzdłuż al. Wojska Polskiego pomiędzy ul. Michałowskiego, a dawnym torem motocrossowym. Osiedle Pod Kasztanami I  powstało w latach 1996-99 r. Składa się z 8 trzykondygnacyjnych budynków, krytych dachem czterospadowym usytuowanych przy ul. Rodakowskiego 1-19. Na osiedlu znajduje się 86 mieszkań 2-5 pokojowych, o powierzchni od 53 do 120 m kw. oraz 5 lokali usługowych.
Osiedle Pod Kasztanami II wybudowane zostało w latach 1999-2000 przy al. Wojska Polskiego 215-231a. Zabudowane zostało jednym, długim, trzykondygnacyjnym budynkiem z dachem dwuspadowym, w którym mieści się 59 mieszkań o powierzchni od 56 do 220 m² oraz 8 lokali usługowych.
Inwestorem i generalnym wykonawcą osiedla była szczecińska firma Modehpolmo. Projekt architektoniczny wykonało Federacyjne Biuro Architektoniczne (Szczecin).

### Osiedle Pod Klonami
Osiedle, liczące 2,6 ha powierzchni, powstało w latach 2003-04. Składa się z sześciu czterokondygnacyjnych budynków przy ulicy Kusocińskiego (nr 39-49b), na osiedlu administracyjnym Nowe Miasto. Inwestorem tego, składającego się z 244 mieszkań, osiedla było Szczecińskie Towarzystwo Budownictwa Społecznego; wykonawcą: Przedsiębiorstwo Budowlane Ciroko ze Szczecina. Osiedle zaprojektowała szczecińska firma Wunsch Projekt. Przewiduje się obsadzenie terenu osiedla klonami  - stąd jego nazwa.

### Osiedle Pod Papugami
Osiedle położone jest w kwartale ulic: Małe Błonia, Pustułki, Przepiórki. Inwestycję rozpoczęto w 2019 r, a jej zakończenie planowane jest na 2021 r. Osiedle składać się będzie z 6 czterokondygnacyjnych budynków, z windami,  krytych niskimi dachami czterospadowymi. Po zakończeniu inwestycji, osiedle będzie mieściło 252 mieszkania o powierzchni od 31 do 77 m kw., liczące 2, 3 lub 4 pokoje. Przy mieszkaniach znajdą się balkony, loggie lub ogródki. Osiedle będzie ogrodzone i monitorowane. Inwestorem osiedla jest szczecińska firma Horizon, generalnym wykonawcą spółka PTB Nickel, projektantem JC Architekci (obie firmy z Poznania).

### Osiedle Pod Żaglami
Wybudowane w latach 2007-2012 osiedle położone jest przy zbiegających się ulicach: Kazimierza Królewicza, Cyryla i Metodego. Osiedle powstało w dwóch etapach  na terenie dawnego boiska klubu "Stal Stocznia". W I etapie (lata: 2007-09) wybudowano cztery pięciokondygnacyjne budynki przy ul. Kazimierza Królewicza 2f -2k. Budynki mają płaskie dachy i mieszczą łącznie 102 mieszkania liczące od 1 do 5 pokoi (powierzchnia mieszkań wynosi od 32 do 121 m kw.). Budynki wykonano w standardzie "pod klucz".
W II etapie, zrealizowanym w latach 2010-12, powstał jeden budynek pięciokondygnacyjny przy ul. Kazimierza Królewicza 2l-2r. Budynek mieści 73 mieszkania o powierzchni od 36 do 120 m kw. oraz 2 lokale handlowo-usługowe.
Inwestorami osiedla były szczecińskie spółki: Coliseum 2101 (etap I)  i Lechbud i Tembud-Bis Szut (etap II). Generalni wykonawcy: Coliseum 2101 (etap I); Lechbud i Tembud-Bis Szut (etap II). Projekty architektoniczne osiedla stworzyły szczecińskie firmy: Wunsch i Wolanowski Pracownia Projektowa (etap I), Pracownia Projektowa Portal (etap II).

### Osiedle Pogodno Park
Osiedle położone jest przy ul. Mickiewicza (nr 138-142) i Brodzińskiego (nr 103) na szczecińskim Pogodnie. Osiedle składa się z trzech budynków liczących trzy lub cztery kondygnacje, przykrytych dachem dwuspadowym. W budynkach mieszczą się  łącznie 53 mieszkania i kilka lokali usługowo-handlowych. Inwestorem i generalnym wykonawcą tego, wybudowanego w latach 2006-07, osiedla była szczecińska firma SGI Komfort. Projekt architektoniczny stworzyło biuro projektowe Orłowski Szymański Architekci ze Szczecina.

### Osiedle Polonia
Osiedle położone jest przy al. Powstańców Wielkopolskich (po jej wschodniej stronie), pomiędzy Rondem Szyrockiego, a wiaduktem kolejowym. Budowę osiedla rozpoczęto w 2009, a zakończono w 2018 r. Osiedle składa się z dziewięciu budynków o zróżnicowanej wysokości (siedem budynków siedmiokondygnacyjnych z płaskimi dachami oraz dwa budynki czterokondygnacyjne z dachami czterospadowymi). Łącznie na osiedlu znajduje się 660 mieszkań dwu-, trzy- lub czteropokojowych o powierzchni od 39 do 78 m kw. Inwestorem i generalnym wykonawcą osiedla była szczecińska firma "Siemaszko", a projekt architektoniczny opracowała Pracownia Projektowa Format ze Szczecina.

### Osiedle Polskich Marynarzy
Osiedle składa się z 14 budynków położonych przy ul. Ku Słońcu 63 oraz przy ul. Polskich Marynarzy (nr parzyste od 2 do 50). Budynki na osiedlu liczą po cztery kondygnacje, kryte są dachami czterospadowymi i mieszczą łącznie ok. 350 mieszkań wyposażonych w ogródki (na parterze), balkony lub tarasy (na ostatnim piętrze). Inwestorem osiedla była spółka Sanix-Tur Development oraz Spółdzielnia Mieszkaniowa "Bryza", generalnym wykonawcą - Przedsiębiorstwo Budowlane "Bis", a projektantem: Federacyjne Biuro Architektoniczne (wszystkie firmy ze Szczecina).

### Osiedle Pomorzany Park
Osiedle Pomorzany Park znajduje się przy al. Powstańców Wielkopolskich 26-29 (w pobliżu skrzyżowania tej alei z ul. Starkiewicza). Osiedle składa się z trzech budynków o narastającej wysokości, liczących 6, 8 i 11 kondygnacji, o interesującej biało - czerwonej kolorystyce. Budynki te połączone będą ze sobą zabudową na poziomie parteru, w której znajdą się lokale handlowo-usługowe oraz garaże, (garaże będą także w części podziemnej). W pierwszym etapie tej inwestycji powstały dwa niższe budynki, położone bliżej al. Powstańców Wlkp, lecz oddzielone od niej szpalerem drzew. Inwestycja rozpoczęła się w 2019 r. Po jej całkowitym zakończeniu (co planowane jest na III kwartał 2023 r.) osiedle liczyć będzie 325 mieszkań, o łącznej pow. użytkowej 25600 m kw. Osiedle zaprojektowało Federacyjne Biuro Architektoniczne, a inwestorem i generalnym wykonawcą jest firma Siemaszko (Szczecin).

### Osiedle Powrotna
Osiedle składa się z 51 domów jednorodzinnych, w zabudowie szeregowej, położonych przy ul. Powrotnej (nr 25-65), Dojazdowej (nr 12-40b) i Kombatantów (nr 62-70) na szczecińskim Bukowie. Osiedle wybudowano w latach 2008-09. Każdy dom ma dwie kondygnacje, kryty jest dachem spadzistym i posiada garaż. Powierzchnia użytkowa domów wynosi od 146 do 160 m kw., a działek na których stoją od 240 do 518 m kw. Inwestorem osiedla była spółka Techno Progres Polska. Projekt osiedla stworzyło biuro architektoniczne "Admaster", a wykonała je spółka budowlana Izolbud (wszystkie firmy ze Szczecina).

### Osiedle Poziomkowe
Osiedle położone jest  na ul. Rapackiego (nr 1c-1h), przy skrzyżowaniu z ul. Warcisława (Niebuszewo). Składa się z dwóch budynków wybudowanych w latach 2011-13 i połączonych ze sobą halą garażową na poziomie przyziemia. Większy z budynków ma sześć kondygnacji i zbudowany został na planie litery "L", drugi budynek, o prostokątnym narysie, liczy pięć kondygnacji. Oba budynki posiadają płaskie dachy, a od strony frontowej wyposażone zostały w balkony na prawie całej powierzchni elewacji. Ogółem osiedle liczy 98 mieszkań. Inwestorem osiedla była spółka SGI Baltis, wykonawcą Indomex Sp. z o.o. (Szczecin), a projektantem szczecińskie Federacyjne Biuro Architektoniczne.

### Osiedle Przygodna
Osiedle położone jest przy ul. Polskich Marynarzy (nr.: 68-80d (numery parzyste)) w pobliżu ul. Przygodnej, na szczecińskich Gumieńcach. Zostało wybudowane w latach 2011-15 przez spółkę "Modehpolmo". Składa się z 22 czterorodzinnych, trzykondygnacyjnych domków. Mieszkania położone na parterze o powierzchni 85 m kw. są jednopoziomowe, trzypokojowe i posiadają ogródki. Mieszkania położone wyżej, o powierzchni 115 i 121 m kw. są dwupoziomowe (I piętro + poddasze), czteropokojowe i posiadają przestronne tarasy zlokalizowane na dachach przyległych garaży. Obok osiedla przepływa strumień Bukowa. Projekt osiedla stworzyło szczecińskie Biuro Orłowski Szymański Architekci.

### Osiedle Przyjaźni
Osiedle położone pomiędzy ulicami Witkiewicza, Santocką, 26 Kwietnia i Twardowskiego. Budowę osiedla rozpoczęto w 1972 r. na terenach wykorzystywanych dotychczas rolniczo (znajdowały się tam również sady i ogródki działkowe). Jako pierwsze zaczęto wznosić bloki mieszkalne (każdy po 180 mieszkań) zakupione w Leningradzie (stąd popularna nazwa tych budynków: "leningrady"). Pierwsze budynki były wznoszone przez radzieckie ekipy budowlane (montaż jednego, dziewięciokondygnacyjnego budynku trwał zaledwie 55 dni). W późniejszym okresie na osiedlu wznoszono także budynki wykonane w Polsce i NRD. Projektantem osiedla był Romuald Cerebież-Tarabicki. Osiedle zamieszkiwane jest przez ok. 14 tys. mieszkańców. Osiedle administracyjnie położone jest na Świerczewie.

### Osiedle Przy Parku
Wybudowane w latach 2006-09 osiedle położone jest dzielnicy Śródmieście pomiędzy ulicami: Parkową i Jana Kazimierza, na północ od ul. J. Malczewskiego. Budynki na osiedlu noszą adresy: ul. Parkowa 56-58e, ul. Jana Chryzostoma Paska 37-37b, ul. Malczewskiego 3a-3d. Teren osiedla ma kształt wydłużonego południkowo prostokąta, przylegającego bezpośrednio do Parku im. St. Nadratowskiego. Taki kształt działki wymusił meandrowy układ budynków, z licznymi załamaniami linii murów i kilkoma wewnętrznymi dziedzińcami. Inwestorem osiedla było Szczecińskie Towarzystwo Budownictwa Społecznego, a projektantem Biuro Architektoniczne DEDECO. Prace budowlane wykonała firma Budimex-Dromex S.A. z Warszawy. Koszt budowy wyniósł 35,5 mln zł. Osiedle składa się z siedmiu (cztero- lub pięciokondygnacyjnych) budynków mieszczących 238 mieszkań. Budynki posiadają płaskie dachy i są częściowo podpiwniczone.

### Osiedle Pucka-Wejherowska
Osiedle  zajmuje kwartał ulic pomiędzy ul. Pucką, a Wejherowską. Składa się z 13 trójkondygnacyjnych budynków krytych dachem dwuspadowym (trzecia kondygnacja ma formę poddasza użytkowego). Osiedle zostało wybudowane w latach 1999-2001 i składa się z  304 mieszkań. Inwestorem osiedla była spółka TBS Prawobrzeże, generalnym wykonawcą - Nadodrzańskie Przedsiębiorstwo Budownictwa Ogólnego S.A. oraz Szczecińskie Przedsiębiorstwo Budownictwa Ogólnego Nr 2 S.A., a projektantem  - Wunsch i Wolanowski Pracownia Projektowa (wszystkie firmy ze Szczecina).

### Osiedle Rafy Koralowej
Niewielkie osiedle przy ul. Rafy Koralowej na szczecińskim Warszewie. Osiedle składa się z czterech dwukondygnacyjnych  domów  - każdym z nich mieści po dwa mieszkania w zabudowie bliźniaczej. Mieszkania (o powierzchni ok. 160 m kw.) posiadają ogródki i garaże. Inwestorem osiedla była spółka Rafa Koralowa Krysińscy, a wybudowała je, w latach 2015-17, szczecińska spółka Raf-Bud.

### Osiedle Reda
Osiedle zbudowane zostało w latach 80. XX wieku w rejonie ulic: Bronowicka, Krakowska, K. Maciejewicza oraz A. Ledóchowskiego (Gumieńce). Osiedle składa się z 9 jedenastopiętrowych wieżowców (trzy z nich w zabudowie gwiazdowej) oraz kilku niższych budynków. Najbardziej znanym obiektem na osiedlu był hotel Reda sieci Orbis. Osiedle wybudowała Spółdzielnia Mieszkaniowa "Bryza" z przeznaczeniem dla pracowników Polskiej Żeglugi Morskiej.

### Osiedle Reda City
Osiedle położone jest przy ul. Bronowickiej 25a (Gumieńce). Rozpoczęcie budowy (zaplanowanej na trzy etapy) nastąpiło w 2018 r. Docelowo osiedle składać się będzie z trzech 6-8-kondygnacyjnych budynków mieszczących łącznie 236 mieszkań, o powierzchni od 25 do 90 m kw. Budynki (dwa na planie litery "C", jeden na planie litery "L"), o nowoczesnej architekturze, będą posiadały liczne balkony, a przykryte zostaną płaskimi dachami. Na osiedlu ma powstać, przeznaczony dla mieszkańców, klub fitness z krytym basenem. Na dachu jednego z  budynków miało powstać lądowisko dla helikopterów (ostatecznie inwestor zrezygnował z tego pomysłu). Deweloperem osiedla jest warszawska spółka Rezydent, a projekt osiedla powstał w szczecińskiej firmie IDS Architekci sp. z o.o.

### Osiedle Różany Zakątek
Osiedle położone jest na Krzekowie, przy ulicach: Różany Zakątek (nr. 1-20) i Wroniej (43-49). Budowa osiedla rozpoczęła się w 2011 r. Po jej zakończeniu, osiedle składać się będzie z dwunastu dwukondygnacyjnych domów-bliźniaków, zwieńczonych dachem skośnym, mieszczących łącznie 24 mieszkania (cztero- i pięciopokojowe) o powierzchni: 118, 120 lub 132 m kw. Każde mieszkanie posiadać będzie duży ogródek o powierzchni 291 lub 353 m kw., garaż oraz miejsce postojowe przy budynku. Inwestor i generalny wykonawca (Skarbonka Development Sp. z o.o.) oraz projektant osiedla (arch. Leszek Skibiński) pochodzą z Zielonej Góry.

### Osiedle Salomei
Osiedle składa się z jednego, długiego, czterosegmentowego budynku  przy ul. Salomei (nr 2, 4, 6, 8) i ul. Raginisa (nr 25,27). Budynek, którego budowa rozpoczęła się w 2019 r., posiadać będzie półotwarty, wewnętrzny dziedziniec, a liczba jego kondygnacji będzie się wahać od 6 do 12. Na dwóch najniższych kondygnacjach znajdzie się dwupoziomowa hala garażowa. Na najwyższych zaś kondygnacjach zaprojektowano dwupoziomowe apartamenty wyposażone w rozległe tarasy. Pozostałe mieszkania zostaną wyposażone w przydomowe ogródki (na parterze) lub balkony, loggie lub werandy (na wyższych piętrach). Inwestorem i generalnym wykonawcą osiedla jest szczecińska firma Siemaszko, a projektantem - Federacyjne Biuro Architektoniczne ze Szczecina.

### Osiedle Sienno
Osiedle zbudowane zostało w latach 2012-16 przez Szczecińskie Towarzystwo Budownictwa Społecznego przy ulicach: Łącznej (nr 19-28), Pelikana (nr 2-10) i Flaminga (nr 1-27) na Żelechowie. Osiedle składa się z 15 budynków mieszkalnych, mieszczących ogółem 297 mieszkań (wykonanych w standardzie "pod klucz"), z czego 12 dostosowanych zostało do potrzeb osób niepełnosprawnych. Mieszkania mają 1, 2 lub 3 pokoje i posiadają powierzchnię od 32 do 65 m kw. Wszystkie budynki kryte są dachem dwuspadowym, 14 z nich liczy po 4 kondygnacje, a jeden posiada trzy kondygnacje. Generalnymi wykonawcami osiedla były firmy: Gamles Sp. z o.o. ze Szczecina i Ebud-Przemysłówka PW Sp. z o.o. z Bydgoszczy. Projekt architektoniczny osiedla powstał w Federacyjnym Biurze Architektonicznym (Szczecin).

### Osiedle Słoneczne
Duże osiedle na Prawobrzeżu Szczecina, okolone ulicami: Struga, Łubinową, Przelotową i Turkusową. Budowę osiedla rozpoczęto w 1974 r. Zabudowę stanowią budynki wykonane przeważnie w technologii wielkopłytowej, liczące 5 lub 13 kondygnacji. Niektóre z wieżowców przylegają do siebie krótszymi ścianami tworząc charakterystyczne, trójramienne gwiazdy. Na początku XX w. na osiedlu znajdowało się 30 budynków mieszkalnych z 4043 mieszkaniami zamieszkałymi przez ok. 14000 ludzi. Było też tu ok. 1000 garaży i 49 parkingów na ponad 1000 stanowisk. W 2015 osiedle uzyskało połączenie tramwajowe z centrum Szczecina. Głównym projektantem osiedla był Romuald Cerebież-Tarabicki. Osiedlem administruje Spółdzielnia Mieszkaniowa "Dąb". Na terenie osiedla znajduje się Rubinowy Staw (dawna glinianka po cegielni), Pomnik Niepodległości oraz Sanktuarium Matki Bożej Fatimskiej w Szczecinie.

### Osiedle Smolańska
Małe osiedle składające się z 3 wieżowców oraz 3 niskich budynków, mieszczących się przy ulicy Klemensiewicza na Pomorzanach. Osiedlem administruje Spółdzielnia Mieszkaniowa "Kolejarz".

### Osiedle Somosierry
Osiedle położone w zachodniej części Pogodna pomiędzy ulicami: S. Grota - Roweckiego, W. Łukasińskiego, S. Taczaka i Witkiewicza. Na osiedlu znajdują się głównie zabudowania typu wielokondygnacyjnego (wieżowce i budynki pięciokondygnacyjne). Osiedle zamieszkane obecnie przez ok. 6000 osób. Docelowo ma tam mieszkać 12000 osób. Pierwszym budynkiem wybudowanym na Osiedlu “Somosierry” jest budynek położony przy ul. Grota Roweckiego 10-10a. Został on przekazany do eksploatacji dnia 22.06.1988 r. W budynku jest 20 mieszkań. Osiedle zrealizowało Szczecińskie Towarzystwo Budownictwa Społecznego.

### Osiedle Sowińskiego
Osiedle znajduje się przy ul. Sowińskiego, na odcinku między ul. Kusocińskiego, a Głowackiego. W pierwszym etapie budowy, w latach 2009-10, postawiono trzy budynki przy ul. Sowińskiego 31, 33, 35, liczące 3 lub 4 kondygnacje i mieszczące 99 mieszkań. W drugim etapie (lata: 2018-19) powstały trzy budynki mieszkalne przy ul. Sowińskiego 25, 27, 29 z 95 mieszkaniami. Osiedle powstało na terenie pokoszarowym. Pięć starych budynków wojskowych pozostawiono, poddano kompleksowej modernizacji i dostawiono do nich nowe budynki uzyskując ciekawy efekt architektoniczny. Inwestorem osiedla było Towarzystwo Budownictwa Społecznego "Prawobrzeże", wykonawcami - szczecińskie spółki: Budchem (etap I), Ciroko (etap II). Projekt architektoniczny osiedla opracowała Firma Projektowa J. Nawrocki ze Szczecina.

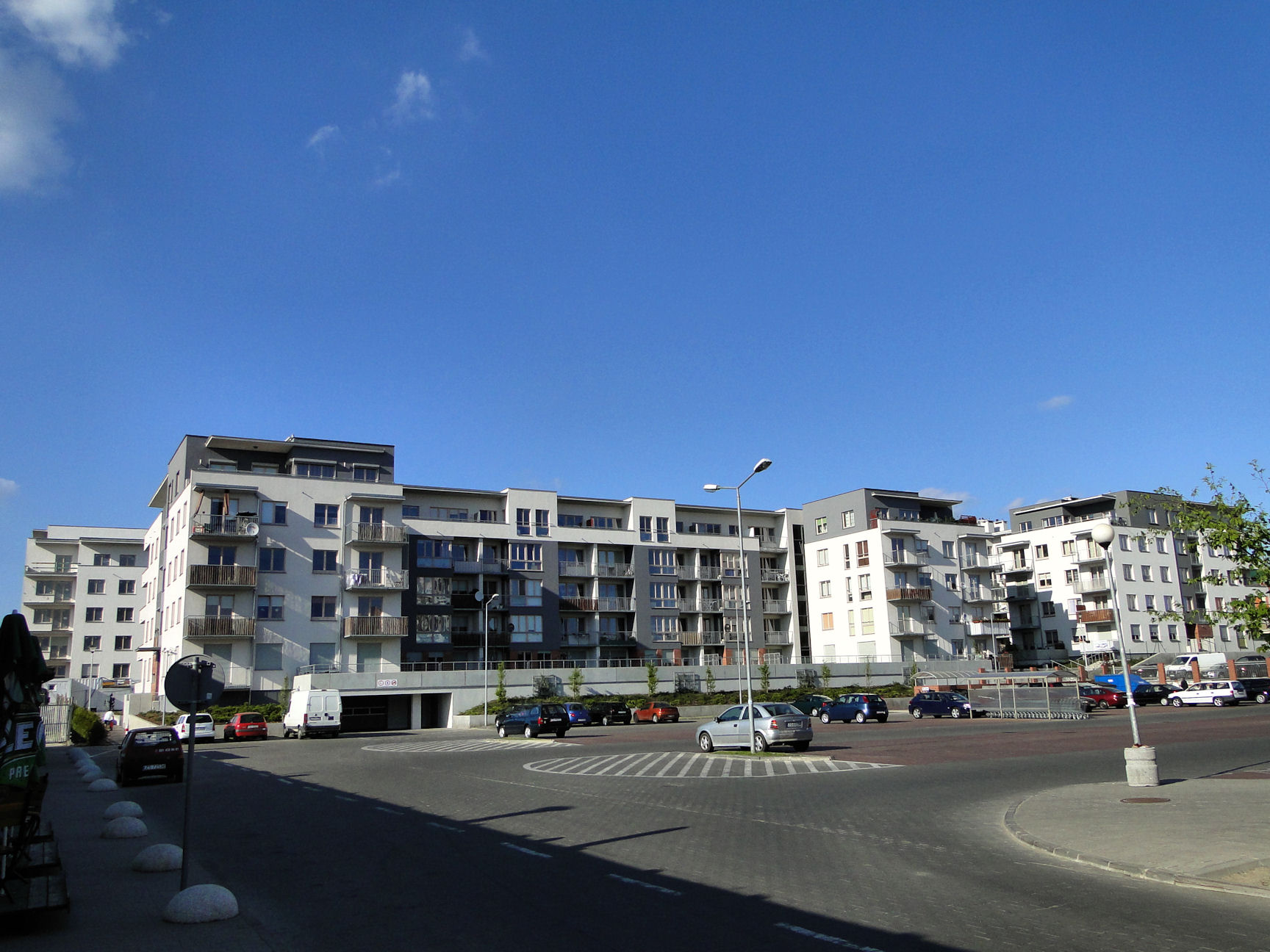

### Osiedle Stara Cegielnia
Wybudowany w latach 2007-11 kompleks mieszkalny przy ul. Warcisława (nr 20-28). Osiedle powstało na terenie dawnej Cegielni "Niebuszewo" (stąd jego nazwa). Osiedle tworzy pięć pięciokondygnacyjnych budynków z płaskimi dachami i biało-szarą elewacją. W budynkach znajduje się łącznie 323 mieszkań dwu-, trzy- lub czteropokojowych, o powierzchni od 55 do 107 m². Inwestorem i generalnym wykonawcą osiedla była spółka SGI z Warszawy. Projekt osiedla opracowało biuro architektoniczne "Orłowski Szymański Architekci" ze Szczecina.

### Osiedle Szeroka
Osiedle Szeroka położone jest na Krzekowie przy ul. Szerokiej (nr 25b, 25c), Żyznej (nr 6-8a) i Jerzyka (nr 1-21). Osiedle składa się z 13 domów bliźniaków, mających dwie kondygnacje i przykrytych dachem dwuspadowym. Mieszkania na osiedlu (w liczbie 26) posiadają przydomowe ogródki, lecz nie mają garaży. Osiedle zbudowane zostało w latach 2013-14. Inwestorem osiedla była spółka Alsecco Developer ze Szczecina, a projekt osiedla stworzył Piotr Bujnowski.

### Osiedle Śliczne
Osiedle składa się z 24 lokali mieszkalnych w zabudowie bliźniaczej lub szeregowej położonych przy nowo powstałej ulicy Ślicznej na Krzekowie. Mieszkania mają powierzchnię od 96 do 161 m kw. i otoczone są ogródkami. Budowa osiedla zakończyła się w 2019 r. Inwestorem osiedla była firma Lider House ze Szczecina.

### Osiedle Śródmiejskie Ogrody
Duże, liczące 418 mieszkań, osiedle budowane przy ul. Tenisowej (Świerczewo). Inwestycja rozpoczęła się w 2014, a zakończenie jej przewidywane jest na rok 2022. Osiedle składać się będzie z 12 budynków z płaskimi dachami, liczących od 4 do 7 kondygnacji. Budynki te stworzą cztery kwartały, wewnątrz których  dopuszczalny będzie tylko ruch pieszy. Mieszkania na osiedlu mają powierzchnię od 32 do 90 m kw. i posiadają od 1 do 4 pokoi. Każde mieszkanie dysponuje ogródkiem, balkonem, bądź tarasem. Osiedle zaprojektowała Pracownia Projektowa Portal ze Szczecina, buduje firma MDI S.,A. z Warszawy, a inwestorem jest Grupa Deweloperska Mak Dom Holding S.A. z Piaseczna.

### Osiedle Śródmiejskie Tarasy
Kompleks mieszkalny położony przy ul. P. Ściegiennego, po zachodniej stronie al. Bohaterów Warszawy. Kompleks składa się z dwóch budynków. Pierwszy z nich przy, ul Ściegiennego 25-25a, wybudowany został w latach 2009-11. Posiada 6 kondygnacji naziemnych ze 140 lokalami mieszkaniowymi o powierzchni od 28 do 93 m². Liczba pokoi w mieszkaniach waha się od 1 do 4. Łączna powierzchnia użytkowa budynku wynosi 6300 m². Prawie cała powierzchnia parteru została zajęta przez duży dyskont spożywczy.
W kwietniu 2010 rozpoczęto budowę drugiego, również sześciokondygnacyjnego, budynku zlokalizowanego przy ul. P Ściegiennego 29. W budynku znajduje się 78 mieszkań o powierzchni 34–84 m kw., mających 1, 2, 3 lub 4 pokoje. Każde z mieszkań posiada balkon, taras lub ogródek Powierzchnia mieszkalna budynku wynosi 4073 m², a handlowa 822 m². Budowę zakończono w 2011 r. Inwestorem i generalnym wykonawcą pierwszego budynku było Przedsiębiorstwo Budowlane Calbud ze Szczecina, a drugiego - spółka Soft Elektronik. Projekt architektoniczny II etapu wykonała firma W+Architekci - Wolski & Włosek ze Szczecina.

### Osiedle Świerczewskie (inna nazwa: Osiedle Zachęta)
Osiedle wybudowane zostało na przełomie lat siedemdziesiątych i osiemdziesiątych XX w. na szczecińskim Świerczewie, w rejonie ulic: Sucharskiego, Litwinowicza, Mikołajczyka. Składa się z czterech dwunastokondygnacyjnych wieżowców oraz kilku niższych budynków.

### Osiedle Tatrzańskie
Osiedle zlokalizowane pomiędzy ulicami: Wiosny Ludów, Tatrzańską, Arkońską, Wszystkich Świętych i F. Chopina, głównie w północnej i zachodniej części tego kwartału. Pozostały fragment to teren Wojewódzkiego Szpitala Zespolonego przy ul. Arkońskiej.
Osiedle powstało w latach siedemdziesiątych. Zabudowane zostało budynkami pięcio- i jedenastokondygnacyjnymi wykonanymi z wielkiej płyty, przy czym cześć budynków powstała w nowatorskim na owe czasy otwartym systemie WK-70 dającym większą swobodę w kształtowania wyglądu budynku i rozkładu znajdujących się w nim mieszkań. Głównym projektantem osiedla był Jacek Przybylski.

### Osiedle Ustronie
Osiedle składające się z kilku wieżowców (pięć z nich znajduje się przy ul. Budziszyńskiej, a dwa przy ul. Ustronie) oraz kilkudziesięciu budynków niskich (przeważnie pięciokondygnacyjnych), zlokalizowanych w rejonie ulic: Budziszyńska, Inowrocławska, Dobrzyńska, Włościańska, Boryny i Sierpowa.  Budynki wzniesione zostały w latach siedemdziesiątych i osiemdziesiątych XX w. w technologii wielkopłytowej.  Administracyjnie wchodzi w skład osiedla Pomorzany.

### Osiedle Victoria Apartments
Osiedle Victoria Apartments położone jest pomiędzy ulicą Przestrzenną, a brzegiem jeziora Dąbie - z którym ma bezpośrednią styczność. Osiedle składa się z 4 pięciokondygnacyjnych, niepodpiwniczonych budynków zawierających 83 komfortowe apartamenty. Powierzchnia apartamentów waha się od 40 do 65 m kw. Apartamenty wyposażone są w rozległe tarasy obiegające dookoła całe budynki.  Na osiedlu znajduje się 85 miejsc postojowych.  Termin zakończenia budowy osiedla wyznaczono na 2022 rok. Inwestorem osiedla jest firma PCG z Wrocławia.
Victoria Apartments jest pierwszym nowoczesnym osiedlem w Szczecinie położonym bezpośrednio nad wodą. Następne tego typu osiedla mają powstać na Łasztowni i Kępie Parnickiej.

### Osiedle WAM
Osiedle WAM (Wojskowej Agencji Mieszkaniowej) położone jest przy ul. Kusocińskiego 37-37N. Składa się z pięciu pięciokondygnacyjnych budynków wybudowanych w latach 2013-17. Znalazło się w nich łącznie sto mieszkań z trzema lub czterema pokojami. Osiedle przeznaczone jest dla żołnierzy zawodowych, pracowników cywilnych wojska oraz ich rodzin. Inwestorem osiedla była Wojskowa Agencja Mieszkaniowa Oddział Regionalny w Szczecinie oraz AMW Sinewia Sp. z o.o. (Warszawa). Roboty budowlane wykonało Kierownictwo Zespołów Budów w Krotoszynie.

### Osiedle Warszewo
Osiedle położone jest przy ul. Zamojskiej (nr 1-17) i Brzeskiej (nr 1-11). Przy ul Zamojskiej wybudowano w latach 2007-10 dziewięć budynków trzykondygnacyjnych, krytych dachem dwuspadowym. Sześć z nich to budynki typu "bliźniak" mieszczące po 4 mieszkania, pozostałe trzy domy w zabudowie wolnostojącej mieszczą po dwa mieszkania. Mieszkania na parterze (3 pokoje, powierzchnia 77 m kw.) posiadają ogródki. Mieszkania położone wyżej są dwupoziomowe, czteropokojowe, o powierzchni 115 m kw. i posiadają duże tarasy.
Przy ul. Brzeskiej, w latach 2012-14, wybudowano pięć dwukondygnacyjnych budynków typu "bliźniak" - w każdym budynku znalazły się dwa  mieszkania dwukondygnacyjne, 4-pokojowe, o powierzchni ok. 115 m kw.
Wszystkie mieszkania zostały wykonane w standardzie "pod klucz". Inwestorem i generalnym wykonawcą osiedla była spółka Coliseum 2101 ze Szczecina, a projekt zabudowy stworzyła Pracownia Projektowa PORTAL (Szczecin).

### Osiedle Warszewo Przylesie
Osiedle położone jest po zachodniej stronie ul. Podbórzańskiej przy ulicach: Maciejkowej (nr 1-23) i Kalinowej (nr 8-40). Osiedle, wybudowane w latach 2007-18, składa się z 29 domów wielorodzinnych, jednoklatkowych, trzykondygnacyjnych, z ogólną liczbą 427 mieszkań. Mieszkania liczą od 2 do 4 pokojów i posiadają powierzchnię od 44 do 110 m kw. Budynki posiadają urozmaiconą bryłę, wielopołaciowe dachy, duże tarasy oraz przydomowe ogródki. Elewacje budynków zawierają powierzchnie pokryte tynkiem w kolorze białym, cegłą klinkierową oraz drewnem. Inwestorem osiedla była firma Mak Dom Holding z Piaseczna. Prace budowlane wykonała spółka MDI S.A. z Warszawy. Projekt architektoniczny stworzyły dwie szczecińskie spółki: Ag-Projekt Anna Gaweł i IDS Architekci.

### Osiedle Warszewo Stoki
Duże osiedle położone przy ul. Duńskiej (60-76), Kostrzewskiego (nr 20-58) i Złotowskiej (1-5A). Składa się z 19 czterokondygnacyjnych budynków, krytych dachem mansardowym, wybudowanych w latach 1999-2007 i mieszczących łącznie 401 lokali mieszkalnych. Inwestorem osiedla była Spółdzielnia Mieszkaniowa "Wspólny Dom", a generalnym wykonawcą - spółka Calbud ze Szczecina.

### Osiedle Wrzosowe Wzgórze
Osiedle powstało w latach 2016-19 przy ul. Józefa Romana (nr 2-38) i Bronisława Sobola 2-6 (boczna od. ul. Szosa Polska). Osiedle składa się z 9 czterokondygnacyjnych budynków krytych dachem dwuspadowym. Mieszczą one 274 lokale mieszkalne (1, 2 lub 3-pokojowe) o pow. 35–74 m kw. i 3 lokale handlowo-usługowe. Inwestorem osiedla jest Szczecińskie Towarzystwo Budownictwa Społecznego. Generalni wykonawcy: Ebud-Przemysłówka Przedsiębiorstwo Wielobranżowe (Bydgoszcz), Skanska S.A. (Warszawa) .Osiedle zaprojektowała Grupa Architektoniczna "Domino". Mieszkania wykonane zostały w standardzie „pod klucz”.
W planach jest dalsza rozbudowa osiedla - nawet do 1000 mieszkań.

### Osiedle Wzgórze Hetmańskie
Osiedle w skład którego wchodzi kilkanaście dwunastokondygnacyjnych wieżowców oraz ponad 30 niskich budynków, położonych w rejonie ulic: 9 Maja, Milczańska, Dunikowskiego, Legnicka, Frysztacka, Powstańców Wielkopolskich, Częstochowska, Ruska rozpoczęto budować w latach sześćdziesiątych XX w. Była to inwestycja Spółdzielni Mieszkaniowej "Kolejarz", która do tej pory administruje osiedlem. Osiedle przybrało nazwę od wzgórza (39 m n.p.m.), na którym jest położone, a którego nazwa upamiętnia hetmana Stefana Czarnieckiego.  Administracyjnie Wzgórze Hetmańskie wchodzi w skład osiedla Pomorzany. Na terenie osiedla znajduje się kościół Matki Bożej Jasnogórskiej przerobiony z dawnej wieży ciśnień. Osiedle zaprojektowało Biuro Projektowo-Badawcze Budownictwa Ogólnego "Miastoprojekt Szczecin".

### Osiedle Zacisze Dąbskie
Osiedle znajduje się na terenie Dąbia, przy ul. Szybowcowej (nr 65-65e). Składa się z trzech trzykondygnacyjnych budynków krytych dachem dwuspadowym. Mieszkania na osiedlu mają powierzchnię od 42 do 80 m kw. Budowę osiedla zakończono w 2011 r. Osiedle jest ogrodzone, a jego inwestorem i głównym wykonawcą była szczecińska firma Siemaszko.

### Osiedle Za Sterem
Duże osiedle położone na szczecińskich Gumieńcach, przy ul. Kopańskiego (nr 5-21) i Polskich Marynarzy (nr 53, 61, 63, 82, 82a, 84, 86, 91). Nazwa osiedla nawiązuje do pobliskiego Centrum Handlowego "Ster". Osiedle wybudowane zostało w latach: 2008-20. Składa się z 15 pięciokondygnacyjnych budynków przykrytych dachami dwuspadowymi. Na osiedlu znajduje się łącznie 465 lokali mieszkalnych o powierzchni od 29 do 125 m kw. Mieszkania, w zależności od położenia, wyposażone są w ogródki, balkony, lub tarasy. Inwestorem i generalnym wykonawcą była spółka Modehpolmo, a projekt architektoniczny osiedla stworzyło Federacyjne Biuro Architektoniczne (obie firmy ze Szczecina).

### Osiedle Zaścianek
Osiedle powstało w latach 1998-2009 i  zlokalizowane jest na Żelechowie, przy ul. Gęsiej (nr 5-7b), Zbyszka z Bogdańca (nr 2-24, 3, 5-15), Mewiej (nr 4, 6) i Zięby (nr 4, 6, 8, 10). Składa się z 45 mieszkań w budynkach wielorodzinnych i 18 domów w zabudowie szeregowej. Inwestorem i zarządcą osiedla jest Spółdzielnia Mieszkaniowa "Wspólny Dom". Plany poszczególnych budynków opracowały: Ośrodek Projektowo-Badawczy Unia JKJ, Pracownia Projektowa Format, Wytwórnia Planów - Czarnecki Lisewski Architekci (wszystkie firmy ze Szczecina).

### Osiedle Zawadzkiego
Jedno z największych osiedli mieszkaniowych Szczecina, zajmujące powierzchnię  1,58 km kw. i zamieszkałe przez ok. 16 tysięcy osób (2015 r.). Główną arterią komunikacyjną osiedla jest ul. Zawadzkiego. Osiedle rozpoczęto budować w latach siedemdziesiątych XX w. na terenie dawnego poligonu wojskowego. Rozbudowa osiedla trwała także w latach osiemdziesiątych. Większość budynków wykonano w technologii wielkopłytowej (budynki zostały później ocieplone i pokryte kolorowymi tynkami). Na osiedlu występuje zarówno średnia (bloki pięciokondygnacyjne), jak i wysoka (10-piętrowe wieżowce) zabudowa. Projekt osiedla opracowano w Pracowni Nr 2 Miastoprojektu Szczecin. Patronem osiedla (i głównej ulicy) był do 2019 r. Aleksander Zawadzki, a od 2019 jest nim Tadeusz Zawadzki ps. "Zośka".

### Osiedle Zielona Przystań
Niewielkie osiedle przy ulicy Polskich Marynarzy 52, 54, 56, 58. Składa się z dwóch bliźniaczych, pięciokondygnacyjnych budynków mieszczących po 60 dwu- lub trzypokojowych mieszkań o powierzchni od 47 do 71 m². Mieszkania na parterze posiadają ogródki, a na wyższych piętrach balkony. Do każdego mieszkania przynależy komórka lokatorska w piwnicy oraz 1 miejsce parkingowe. Osiedle wybudowano w latach 2015-16. Projektantem było Biuro Architektoniczne DEDECO, a inwestorem i generalnym wykonawcą spółka PB "CALBUD" (obie firmy ze Szczecina).

### Osiedle Złotych Kłosów
Osiedle położone jest w Załomiu, przy nowo wytyczonych ulicach: Brylantowej, Bursztynowej, Grafitowej, Jubilerskiej, Platynowej, Szmaragdowej, Topazowej. Obszar osiedla wynosi 20 ha. Na jego terenie wyznaczonych zostało 150 działek budowlanych o powierzchni od 650 do 1800 m kw. (135 działek przeznaczono na budowę domów jednorodzinnych, pozostałe – pod budownictwo towarzyszące (żłobek, sklepy, place zabaw itp)). Pierwsze domy powstały na osiedlu w 2012 (w 2020 r. było ich ponad 30). Budowa domów na tym osiedlu jest indywidualna i spoczywa na właścicielach poszczególnych działek.

### Osiedle Żniwna
Osiedle położone jest przy ul. Żniwnej (nr 53-67) na Krzekowie. Osiedle składa się z ośmiu dwukondygnacyjnych domów, krytych dachem dwuspadowym. W każdym domu znajdują się po 2 mieszkania o powierzchni  40 lub 63 m kw. i liczbie pokoi – odpowiednio – 2 lub 3. Osiedle zostało wybudowane w latach 2014–15. Jego inwestorem i generalnym wykonawcą była szczecińska firma Murbud Developer. Projekt architektoniczny sporządziła Pracownia Architektoniczna Art-Des  Dorota Szumińska ze Szczecina.

### Osiedle Żyzna
Osiedle zostało zbudowane w latach 2015-16 na Krzekowie, przy ul. Żyznej (nr 80-96). Osiedle składa się z 9 dwukondygnacyjnych domów, krytych dachem dwuspadowym. W każdym domu znajdują się dwa mieszkania (z czterema pokojami) o powierzchni 73 m kw. Przy budynkach nie ma garaży - przewidziano za to na osiedlu po dwa miejsca parkingowe na każde mieszkanie. Inwestorem i generalnym wykonawcą osiedla była szczecińska firma Murbud Developer. Projekt architektoniczny sporządziła Pracownia Architektoniczna Art-Des  Dorota Szumińska ze Szczecina.